# 1956
Het jaar 1956 is een jaartal volgens de christelijke jaartelling.

## Gebeurtenissen
januari
- 1 – Soedan wordt onafhankelijk van het Verenigd Koninkrijk en Egypte.
- 2 – Bij de Franse verkiezingen behaalt de protestpartij van Pierre Poujade twaalf procent van de stemmen, wat het vormen van een stabiele regering nog moeilijker maakt.
- 5 – Eerste NTS-journaal op de Nederlandse televisie. Onderwerpen: hardnekkige gladheid, interview met Caroline, de dochter van schaakkampioen Max Euwe en jonge stieren door de straten van Pamplona.
- 31 – De leider van de SFIO Guy Mollet wordt premier van Frankrijk.
- 31 – Extreme weersomslag; na weken van zacht winterweer is de middagtemperatuur in de Bilt binnen een dag gedaald tot −4,7 °C, om in de daaropvolgende dagen nog veel verder naar beneden te gaan.[1]

februari
- De koudste februari in de Nederlandse meteorologische geschiedenis (betrouwbare waarnemingen sinds 1706) en zelfs de op een na allerkoudste maand ooit gemeten na januari 1823, met een gemiddelde temperatuur die meer dan 9 graden lager is dan normaal voor februari. De kou valt in rond 30 januari en na één dag is het ijs overal schaatsbetrouwbaar.
- 14 – Indonesië zegt de Nederlands-Indonesische Unie op.
- 14 – Er wordt een barre Elfstedentocht verreden. De extreme kou kost diverse mensen het leven. Vooral de volgende week brengt Siberische temperaturen (Volkel -25,2 °C en Uithuizermeeden −26,8 °C op 16 februari), maar het kouderecord van 27 januari 1942 in Winterswijk wordt net niet gehaald.
- 18 – De Penisplant bloeit voor het eerst in Europa in de Hortus botanicus Leiden.
- 18 – In Leer wordt de Friezenraad opnieuw opgericht. Doelstelling is "de verbinding tussen Friese landstreken en de Friezen over de hele

wereld op alle terreinen te bevorderen en te versterken".
- 29 – In Nederland valt de dooi in.

maart
- 2 – Einde van het Franse protectoraat over Marokko; Marokko onafhankelijk verklaard na een grootschalige guerrillaoorlog.
- 9 – Een anti-sovjetdemonstratie in de Georgische hoofdstad Tbilisi wordt neergeslagen.
- 14 – Het Nederlands Elftal verslaat in Düsseldorf regerend wereldkampioen West-Duitsland met 1-2. Beide Nederlandse goals worden gescoord door Abe Lenstra.
- 19 – Bep van Klaveren bokst op 48-jarige leeftijd zijn laatste wedstrijd, die The Dutch Windmill wegens een oogblessure voortijdig moet afbreken.
- 20 – Na een guerrilla-campagne en een reeks terroristische aanslagen door nationalisten verleent Frankrijk Tunesië onafhankelijkheid.
- 23 – De Nederlandse Organisatie voor Internationale Bijstand, Novib, wordt opgericht.
- 29 – Sovjetwetenschappers demonstreren in Londen de eerste elektronenmicroscoop.

april
- 2 – Start van de Amerikaanse soapserie As the World Turns.
- 14 – De eerste demonstratie van de videorecorder door Ampex, een Amerikaanse producent.
- 15 – De radiotelescoop van Dwingeloo wordt in gebruik gesteld door koningin Juliana.
- 19 – In Monaco vindt het huwelijk plaats van prins Reinier met de Amerikaanse filmactrice Grace Kelly.
- 26 – De Schots-Amerikaanse vervoerder Malcolm McLean opent een vrachtdienst met twee containerschepen.

mei
- 2 – In Argentinië wordt, een jaar na het verdrijven van Perón, de grondwet van 1853 hersteld.
- 4 – Koningin Juliana stelt tijdens de Dodenherdenking het Nationaal Monument op de Dam in Amsterdam in gebruik.
- 11 – De deken van Groningen Petrus Antonius Nierman wordt tot bisschop gewijd. Tot het nieuwe diocees behoren Groningen, Friesland, Drenthe en de Noordoostpolder.
- 13 – De Algerijnse generaal Massu weigert de Franse regering te erkennen.
- 24 – De eerste editie van het Eurovisiesongfestival vindt plaats in Lugano, Zwitserland en wordt gewonnen door het liedje Refrain, gezongen door Lys Assia. De Nederlandse inzending is van Jetty Paerl, die het festival opent met het lied De Vogels van Holland, een tekst van Annie M.G. Schmidt.

juni
- 13 – Het Duitse blad Der Spiegel onthult de Greet Hofmans-affaire. Bron van de redactie is prins Bernhard.
- 13 – Eerste finale van het Europees Toernooi van Landskampioenen in het Parc des Princes te Parijs: Real Madrid verslaat Stade de Reims met 4-3.
- 14 – In Nederland wordt de wettelijke handelingsonbekwaamheid van de getrouwde vrouw opgeheven.
- 15 – Technische Universiteit Eindhoven opgericht.
- 28 tot 30 – juni van Poznan: bij de gewelddadige onderdrukking van arbeidsonlusten in het Poolse Poznań komen 74 arbeiders om.
- In Nederland wordt de Voogdijraad opgericht, voorloper van de Raad voor de Kinderbescherming.

juli
- 1 – Het Parijse modehuis Paquin sluit zijn deuren.
- 25 – Het Italiaanse passagiersschip SS Andrea Doria komt voor de Amerikaanse oostkust in botsing met het Zweedse passagiersschip MS Stockholm. Bij de klap komen 46 mensen om het leven. De volgende dag zinkt de Andrea Doria.
- 26 – Egypte nationaliseert het Suezkanaal,nadat de VS en Engeland hun eerder toegezegde steun voor de bouw van de Aswandam hebben ingetrokken.
- 28 – Roger Walkowiak is de verrassende winnaar van de Ronde van Frankrijk 1956. België wint het ploegenklassement.

augustus
- Vorming van de Armée Libération Nationale, een Algerijns bevrijdingsleger. Harde acties van het Franse leger veroorzaken meer opstand.
- 8 – In Marcinelle vindt de ernstigste mijnramp in de geschiedenis van België plaats. 262 mijnwerkers komen om, onder wie 156 Italiaanse gastarbeiders.
- 17 – Het Bundesverfassungsgericht te Karlsruhe verbiedt de KPD.
- 18 – Start van de reclamecampagne 'drink fris', door de Bond van Nederlandse Bierhandelaren en Mineraalwaterfabrikanten. Het woord "frisdrank" wordt gelanceerd als vertaling van "soft drink". Tot dusver werd in Nederland voornamelijk van "limonade" gesproken.

september
- 2 – In het Nederlandse betaald voetbal gaat de eredivisie van start.
- 6 – Eerste vliegtuig op vliegveld Rotterdam geland.
- 6 – De Britse taalkundige Michael Ventris komt om het leven door een auto-ongeluk.
- 10 – Afkondiging van een wijziging van de Nederlandse Grondwet.
- 13 – IBM introduceert de eerste harde schijf voor data-opslag: de RAMAC.
- 22 – In Eindhoven stort een straaljager neer op een volkrijke buurt, omdat de piloot van zijn route afweek.
- 25 – De eerste transatlantische telefoonkabel wordt in gebruik genomen.
- 29 – Wereldkampioen wielrennen Stan Ockers raakt in het Sportpaleis Antwerpen dodelijk gewond bij een valpartij op de piste.

oktober
- 1 – Het Rotterdamse Vliegveld Zestienhoven opent z’n deuren, met één startbaan van 1300 meter lengte. Afhankelijk van de windrichting moeten toestellen de baan in noordoostelijke of zuidwestelijke richting gebruiken.
- 12 – Marga Klompé wordt de eerste vrouwelijke minister van Nederland.
- 15 – Eerste verschijning van het evangelicale weekblad Christianity Today in de USA.
- 23 – Studentendemonstraties in Boedapest, Hongarije, leiden tot algemene opstand tegen het bewind van Ernő Gerő; zie Hongaarse opstand.
- 24 – Imre Nagy wordt premier van Hongarije.
- 25 – Scherpschutters van de veiligheidstroepen schieten op vreedzame demonstranten in Boedapest.
- 26 – Imre Nagy nodigt niet-communisten uit in zijn nieuwe regering plaats te nemen.
- 27 – Sovjettroepen trekken zich uit Boedapest terug.
- 29 – Na geheime besprekingen met Groot-Brittannië en Frankrijk valt Israël de Sinaï binnen.
- 29 – De Internationale Zone van Tanger wordt beëindigd.
- 31 – Franse en Britse luchtmacht bombarderen Egyptische vliegvelden.
- – De Amerikanen nemen het Zuidpoolstation Amundsen-Scott in gebruik.

november
- Uitbreiding van het aantal volksvertegenwoordigers in de Eerste en Tweede Kamer in Nederland met 50% (respectievelijk van 50 naar 75 zetels en van 100 naar 150 zetels).
- 1 – Imre Nagy kondigt Hongarijes terugtrekking uit het Warschaupact aan.
- 1 – In Nederland wordt de Adoptiewet van kracht. Pleegkinderen kunnen voortaan worden gewettigd.
- 1 – In India wordt de State Reorganisation Act van kracht. Historische deelstaten worden opgeheven en nieuwe deelstaten worden opgericht langs taalkundige en etnische lijnen.
- 4 – Sovjettroepen vallen Boedapest binnen en maken een einde aan de Hongaarse opstand, waarna een grote Hongaarse vluchtelingenstroom naar het westen op gang komt.
- 5 – Britse en Franse troepen vallen de Kanaalzone binnen, waar Israëlische en Egyptische troepen slaags zijn geraakt.
- 6 – Nederland trekt zich terug van de Olympische Spelen omdat 'geen mens zich mag veroorloven samen met de met bloed bevlekte Russische vlag en zijn draagsters en dragers te verblijven op een plaats waar een sportieve geest zal heersen'.
- 6/7 – Na internationale druk wordt een staakt-het-vuren in de Kanaalzone bereikt.
- 7 – De Hongaarse president István Dobi ontslaat premier Imre Nagy en benoemt Janos Kadar tot zijn opvolger. Hij ontbeert hierbij de noodzakelijke steun van de Presidentiële Raad.
- 8 – De Komeet Arend-Roland wordt ontdekt door de twee Belgische onderzoekers Sylvain Arend en Georges Roland.
- 22 – In het cricketstadion van Melbourne opent prins Philip de Olympische Spelen.
- 26 – Een groep van 82 Cubaanse ballingen onder leiding van Fidel Castro vertrekt in het zeiljacht Granma vanuit Tuxpan in Mexico naar Cuba om er het bewind van president Batista te bestrijden.

december
- 2 – Cubaanse rebellen gaan aan land in het oosten van het eiland. Hiermee begint de Cubaanse revolutie.
- 18 – Japan treedt toe tot de Verenigde Naties.
- 27 – Het Kirovballet brengt Spartacus in première.

zonder datum
- De Internationale Commissie voor Maten en Gewichten roept de gemiddelde dag van het jaar 1900 als officiële uit, en de seconde wordt gedefinieerd als een-31.556.925,9747-ste van dat jaar.
- De vulkaan Nisyros barst uit.

## Film
- De burgemeesters van Apeldoorn en Enschede verbieden de vertoning van Rock around the Clock in hun gemeenten.

## Muziek

### Serieuze muziek
- 6 februari: eerste uitvoering van het Gitaarconcert van Heitor Villa-Lobos
- 19 maart: de Russische speelfilm Othello gaat in première met muziek van Aram Chatsjatoerjan
- 24 mei: eerste uitvoering van Symfonie nr. 4 van Luís de Freitas Branco
- 29 september: eerste uitvoering van Antiphon van Benjamin Britten
- 28 oktober: eerste uitvoering van New England triptych van William Schuman
- 29 oktober: eerste uitvoering van Slavische rapsodie van Boris Tsjaikovski
- 28 december: eerste uitvoering van Epitaph van Vagn Holmboe
- 10 december: Eerste concert De Philharmonie in de Antwerpse Opera. (De Koninklijke Opera van Gent werd pas in 1981 onder federalistische en separatistische staatsdwang versmolten met de Opera van Antwerpen, met vele ontslagen van zangers en musici als rechtstreeks gevolg. Dankzij de druk van De Vrienden van de Lyrische Kunst vzw uit Gent bleef het Operahuis van Gent bestaan.)
- 27 december: Eerste uitvoering van het ballet Spartacus met muziek van Aram Chatsjatoerjan

### Populaire muziek
- 7 – Tijdens een beroemd optreden van het orkest van Duke Ellington op het Newport Jazz Festival blaast Paul Gonsalves een legendarische solo die het publiek tot grote opwinding brengt. Deze duurt liefst 27 chorussen. Bij de zevende chorus begint het applaus aan te zwellen en dat zal niet meer stoppen. Het optreden betekent een comeback voor het orkest van Ellington.
- 22 februari – Heartbreak Hotel komt als eerste plaat van Elvis Presley binnen in de hitparade. Er zullen dit jaar nog veel hits volgen.
- De grote doorbraak, in Nederland en Vlaanderen, van het Jordaanrepertoire. Voorop Johnny Jordaan met succesnummers als Geef mij maar Amsterdam, Bij ons in de Jordaan, en Het pirement. Verder Tante Leen met O Johnny, en Zwarte Riek met Mijn wiegie was een stijfselkissie.
- De jeugd raakt in de ban van de rock-'n-roll. Vooral Bill Haley en Little Richard behalen hits.
- De hit Ik wil klappermelk met suiker van de Amboina Serenaders met zang van Joyce Aubrey en Lou Lima is een overgang van het hawairepertoire naar de indorock.

De volgende platen worden hits:
- Amboina Serenaders – Klappermelk Met Suiker
- Anne Shelton – Lay Down Your Arms
- Archie Bleyer – Hernando's Hideaway
- Bill Haley & His Comets – Rock Around the Clock en See You Later, Alligator
- Bing Crosby – White Christmas
- Black and White – Marja, oh Marja
- Bob London – Lola
- Caterina Valente – Steig in Das Traumboot Der Liebe
- Dean Martin – Memories Are Made of This
- De Selvera's – Twee Reebruine Ogen
- De Spelbrekers – Oh, Wat Ben je Mooi en Rosa, Rosa Nina
- De Twee Jantjes – De Smokkelaar
- Doris Day – Whatever Will be, Will be (Que Sera)
- Drie Kleine Kleuters – De Trappelzakboogie
- Elvis Presley – Heartbreak Hotel, Hound Dog en I Want You, I Need You
- Freddy – Heimweh
- Frits Rademacher –  't Huikske en Loënde Klokke
- Gene Vincent – Bebop-a-Lula
- Gogi Grant – The Wayward Wind
- Heleentje van Capelle – Vader Speelt Piccolino
- Jaak De Voght – De Kaspische Zee
- Johnny Guitar – Oklahoma Tom
- Johnnie Ray – Just Walkin' in The Rain
- Johnny Jordaan – Bij Ons in de Jordaan, Geef Mij Maar Amsterdam, De Nieuwe Feestpotpourri, Pierement en Zo, zo is de Jordaan
- Kay Starr – Rock And Roll Waltz
- Les Baxter – The Poor People of Paris
- Little Richard – Long Tall Sally
- Lucienne Delyle – Gelsomina
- Louis Armstrong – Mack The Knife en The Faithful Hussar (Marie Die Vrijt Met Een Husaar)
- Maria Dieke met The Skymasters- In de Bus Van Bussum Naar Naarden
- Max van Praag – Nee, Nou Moet je Toch Eens Kijken (La Pansé)
- Michael Holliday – Gal With The Yaller Shoes
- Nelson Riddle – Lisbon Antigua
- Perry Como – Hot Diggity
- The Platters – The Great Pretender
- Renato Carosone – La Pansé
- Rosemary Clooney & Benny Goodman – Memories of You
- Rudi Schuricke – Florentinische Nächte
- Rusty Draper – Seventeen
- Bartels – 't Benne Krenge Van Dinge
- Slim Whitman – Indian Love Call
- Tante Leen – Oh Johnny
- Tennessee Ernie Ford – Sixteen Tons
- The Butterflies – Dixieland
- The Four Aces – Love is a Many Splendoured Thing en Stranger in Paradise
- The Melody Sisters – Wij Spelen Dixieland
- Toby Rix – Malle Vent, ja
- Trio X – Rosa, Rosa Nina
- Truus Koopmans – Ik Wil Kussen, Kussen (La Pansé)
- Zwarte Riek – M'n Wiegie Was Een Stijfselkissie

## Beeldende kunst

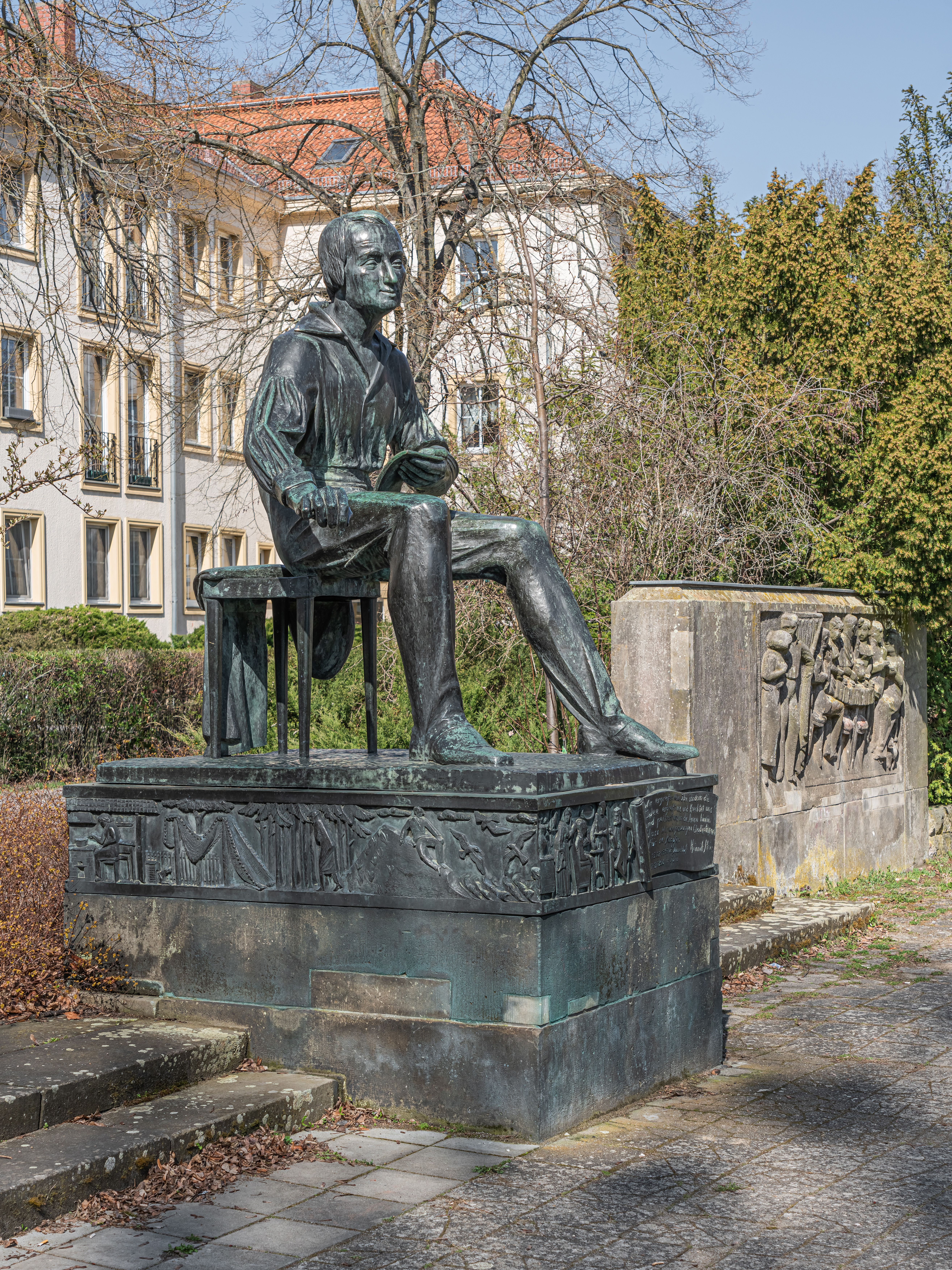
Heinrich-Heine-Denkmal (1956) Waldemar Grzimek, Ludwigsfelde
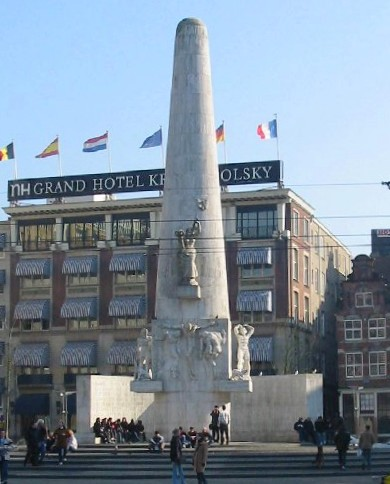
Nationaal Monument, Amsterdam (onthulling 1956) Jacobus Johannes Pieter Oud
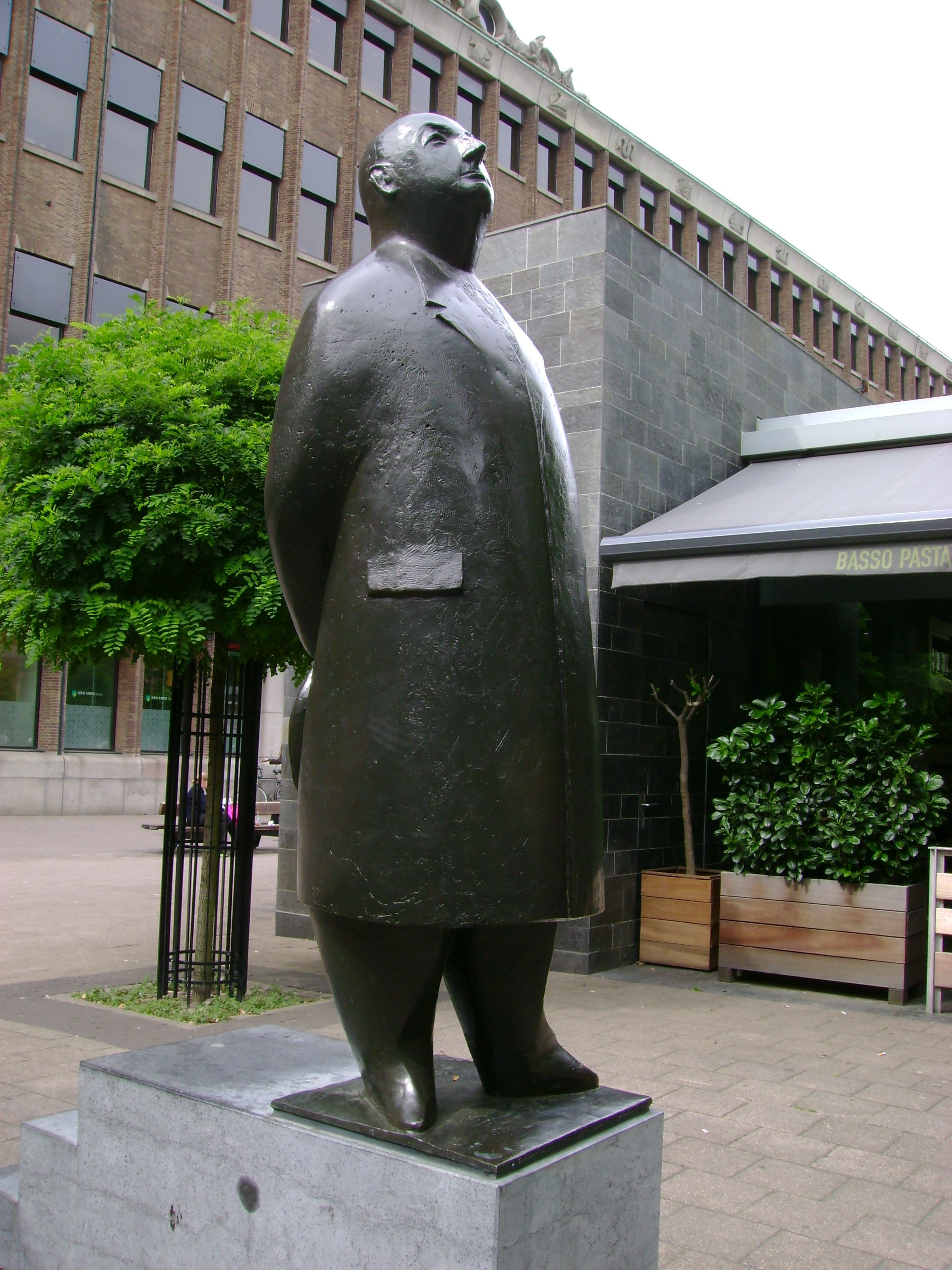
Monsieur Jacques (1956) Oswald Wenckebach, Rotterdam

## Bouwkunst

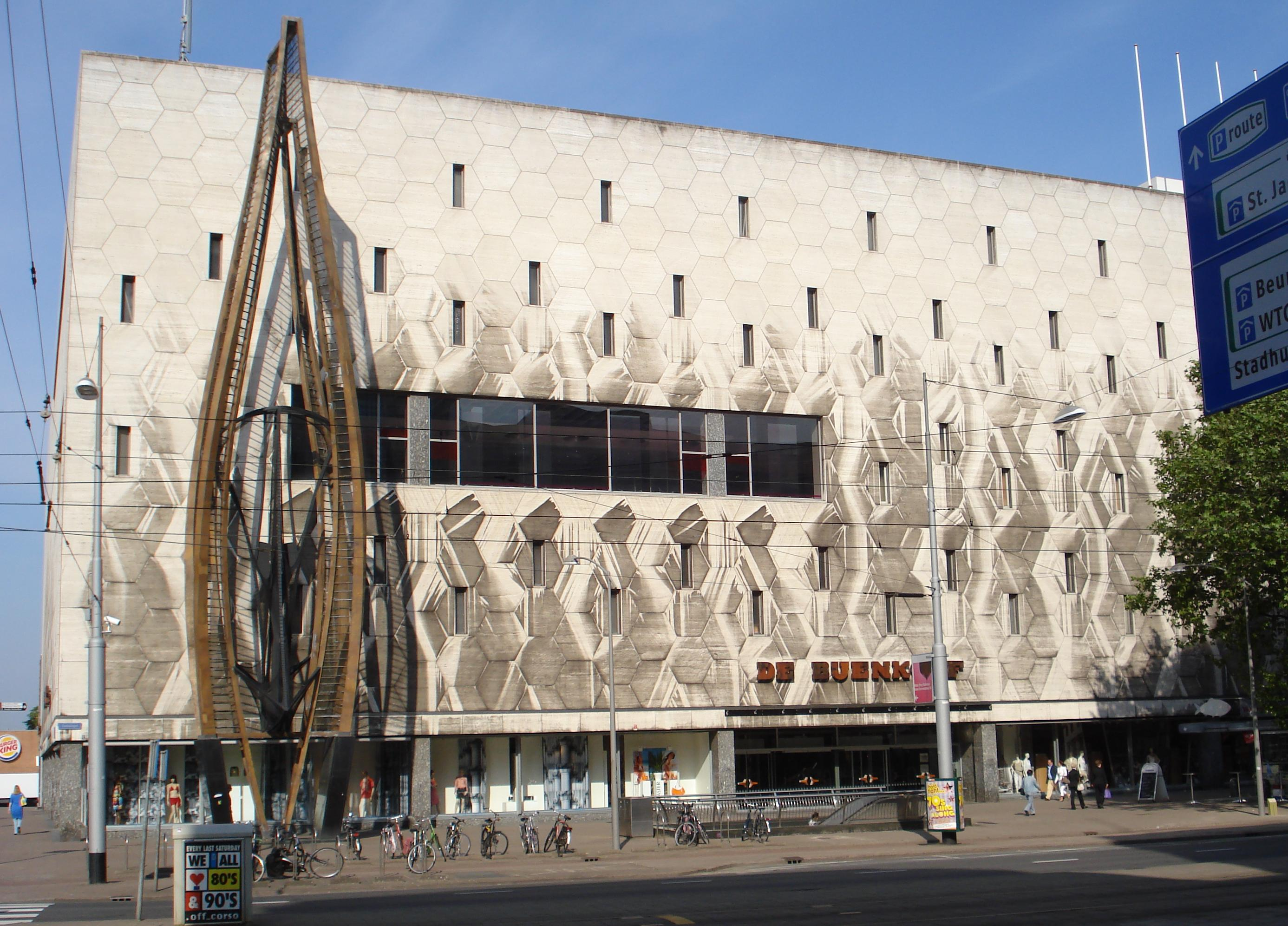
De Bijenkorf (Rotterdam) (1956) Marcel Breuer
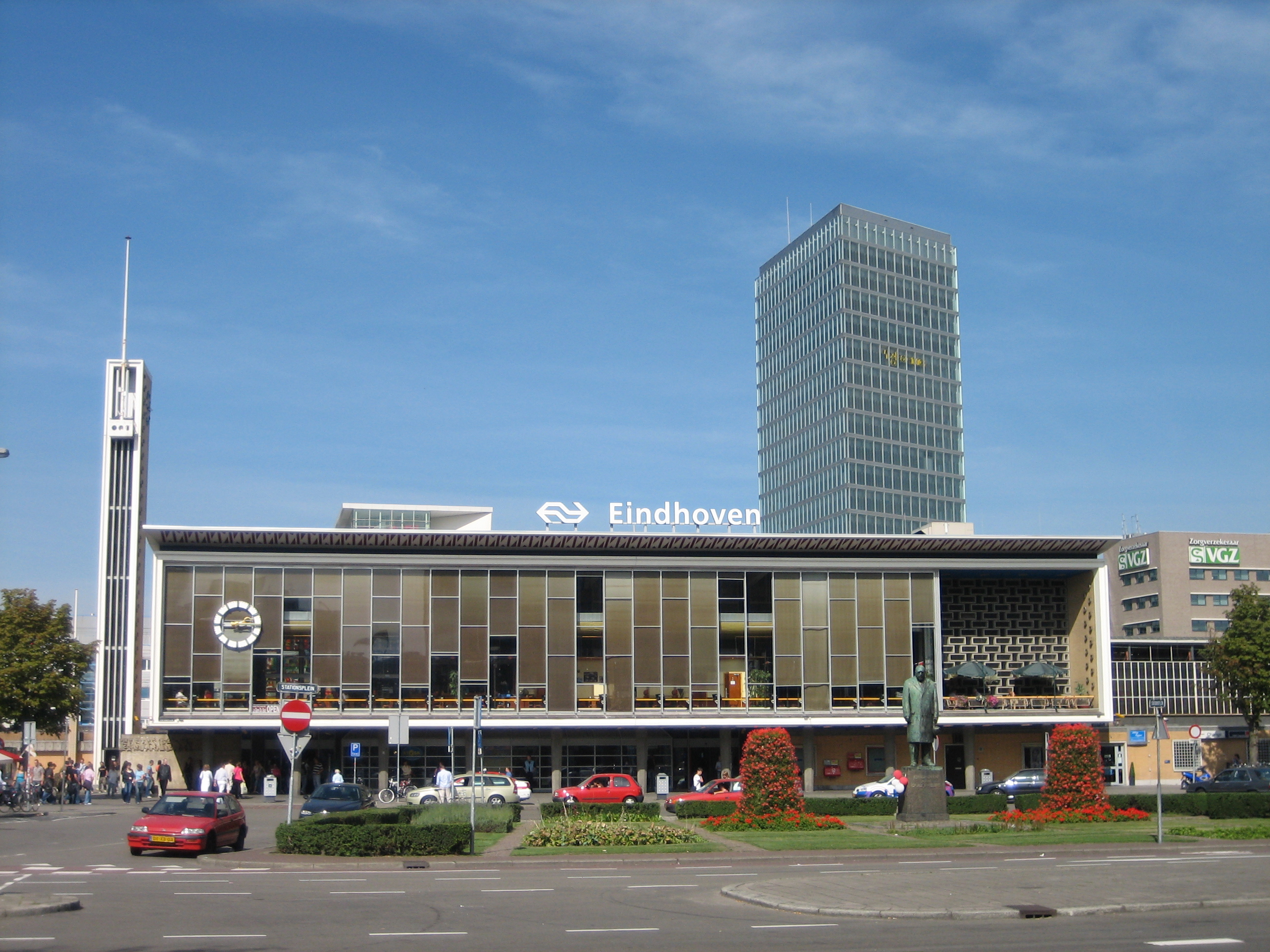
Station Eindhoven Centraal (1956) Koen van der Gaast

## Geboren

### januari

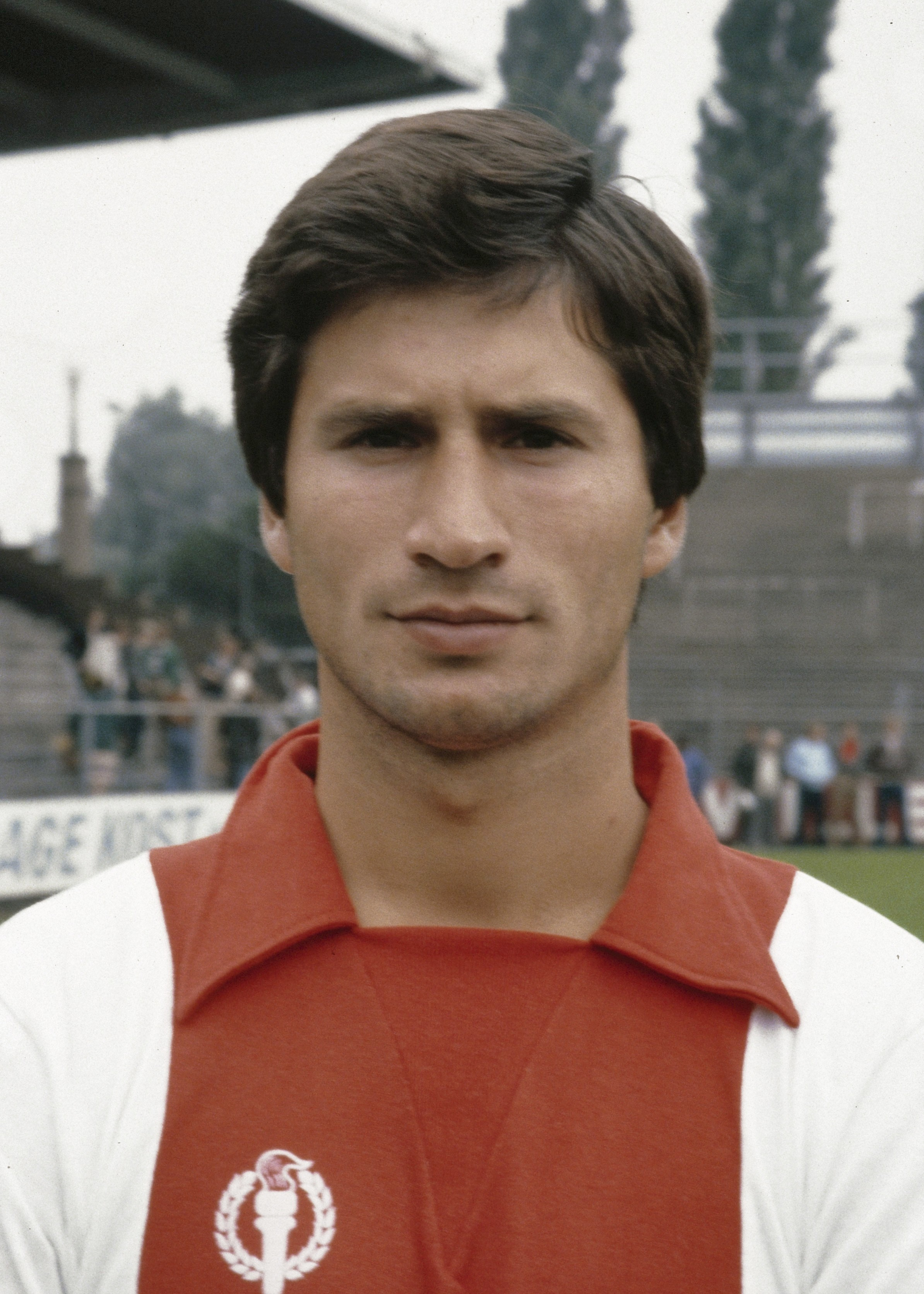
Tscheu La Ling,
geboren op 6 januari

- 1 – Abdalla Hamdok, Soedanees politicus en econoom
- 1 – Christine Lagarde, Frans politica en bestuurder; voorzitter van de Europese Centrale Bank
- 2 – Eduardo Fournier, Chileens voetballer
- 2 – Jos de Mul, Nederlands hoogleraar filosofie
- 2 – Pauline van de Ven, Nederlands schrijfster en beeldend kunstenares
- 3 – Mel Gibson, Amerikaans acteur, filmregisseur en -producent
- 3 – Herman Van Molle, Belgisch presentator
- 4 – Corina Casanova, Zwitsers politica; bondskanselier 2008 t/m 2015
- 4 – Bernard Sumner, Brits gitarist (Joy Division en New Order)
- 5 – Vladimir Fjodorov, Russisch voetballer (overleden 1979)
- 5 – Frank-Walter Steinmeier, Duits politicus
- 6 – Angus Deayton, Brits acteur en televisiepresentator
- 6 – Tscheu La Ling, Nederlands voetballer en zakenman
- 6 – Justin Welby, Engels anglicaans geestelijke; aartsbisschop van Canterbury
- 7 – David Caruso, Amerikaans acteur
- 7 – Uwe Ochsenknecht, Duits acteur
- 8 – Thomas Rosenboom, Nederlands schrijver
- 9 – Martin van Waardenberg, Nederlands cabaretier en acteur
- 12 – Vincent Lavenu, Frans wielrenner en ploegleider
- 13 – Ruth Genner, Zwitsers politica
- 13 – Anton de Goede, Nederlands programmamaker en presentator
- 13 – Jan Schulting, Nederlands voetballer en voetbaltrainer
- 16 – Martin Jol, Nederlands voetballer en voetbaltrainer
- 17 – Paul Young, Brits muzikant
- 18 – Martin Heylen, Belgisch presentator en programmamaker
- 18 – Jack Sherman, Amerikaans gitarist (overleden 2020)
- 19 – Sergio Cresto, Italiaans-Amerikaans rallysportnavigator (overleden 1986)
- 20 – John Naber, Amerikaans zwemmer en olympisch kampioen (1976)
- 20 – Henk Poort, Nederlands operazanger en musicalster
- 20 – Rodolfo Rodríguez, Uruguayaans voetballer
- 21 – Geena Davis, Amerikaans actrice
- 24 – Marloes van den Heuvel, Nederlands actrice
- 24 – Hans Smits, Nederlands waterpoloër
- 27 – Kanak Dixit, Nepalees uitgever
- 27 – Mimi Rogers, Amerikaans actrice
- 28 – Peter Schilling, Duits zanger
- 29 – Gülmira Mambetalieva, Kirgizisch historicus en schrijver
- 29 – Paul van Meenen, Nederlands politicus
- 30 – Hugo Matthysen, Belgisch zanger, schrijver en komiek
- 30 – Hipólito Ramos, Cubaans bokser
- 31 – Ilona Lagas, Nederlands politica (VVD; BBB)
- 31 – John Lydon, Brits zanger (Sex Pistols)
- 31 – Jo Lemaire, Belgisch zangeres
- 31 – Stefan Majewski, Pools voetballer en voetbalcoach
- 31 – Artur Mas i Gavarró, Catalaans econoom en politicus

### februari

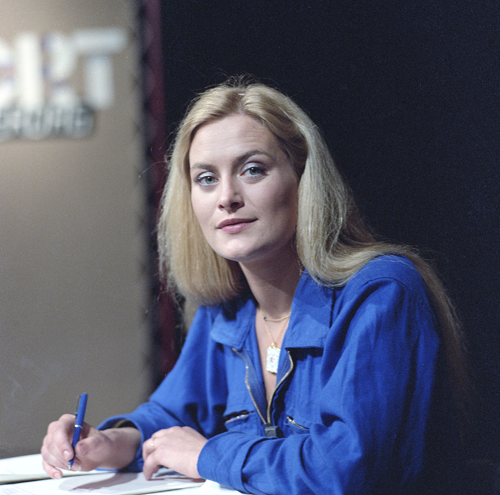
Vivian Boelen,
geboren op 14 februari

- 1 – Marc Romersa, Luxemburgs atleet
- 2 – Rupert Christopher, Surinaams militair, politicus en diplomaat (overleden 2007)
- 3 – Ernie Brandts, Nederlands voetballer en voetbaltrainer
- 3 – Hernán Darío Gómez, Colombiaans voetballer en voetbalcoach
- 3 – Jan van Die, Nederlands stripscenarist, journalist en uitgever
- 3 – Nathan Lane, Amerikaans acteur
- 6 – Siep Hoekstra, Nederlands schaatscoach
- 6 – Frank Snoeks, Nederlands sportverslaggever (NOS)
- 7 – Martin van Rijn, Nederlands politicus
- 7 – Mark St. John, Amerikaans leadgitarist van de hardrock/glamrockband Kiss (overleden 2007)
- 9 – Cynthia Ortega-Martijn, Nederlands-Antilliaans ambtenaar, adviseur en politica
- 11 – Didier Lockwood, Frans jazzviolist (overleden 2018)
- 12 – Ad Melkert, Nederlands politicus (PvdA)
- 13 – Richard Eden, Amerikaans acteur
- 13 – Peter Hook, Brits bassist (Joy Division en New Order)
- 13 – Yiannis Kouros, Grieks/Australisch atleet
- 14 – Vivian Boelen, Nederlands televisiepresentatrice (RTL)
- 14 – Roderick MacKinnon, Amerikaans bioloog
- 14 – Harry Schulting, Nederlands atleet
- 15 – Hervé Guilleux, Frans motorcoureur
- 15 – Nils Landgren, Zweeds musicus
- 16 – Carlos Aragonés, Boliviaans voetballer en voetbalcoach
- 16 – James Ingram, Amerikaans zanger
- 16 – Bodo Ramelow, Duits politicus
- 22 – Amy Alcott, Amerikaans golfer
- 22 – Gijs de Vries, Nederlands politicus
- 23 – Sylvia Millecam, Nederlands actrice, zangeres en presentatrice (overleden 2001)
- 24 – Sanda Toma, Roemeens roeister
- 25 – Maria Goos, Nederlands scenarioschrijfster
- 25 – Herman van Hoogdalem, Nederlands kunstschilder
- 25 – Tineke Verburg, Nederlands televisiepresentatrice (TROS) (overleden 2020)
- 26 – Michel Houellebecq, Frans schrijver, dichter en regisseur
- 27 – Gabriela Górzyńska, Pools atlete
- 27 – Rob Phillis, Australisch motorcoureur
- 28 – Louis Bontes, Nederlands politicus
- 29 – Pieter Jansen, Nederlands dirigent, pianist en slagwerker
- 29 – Tamaz Kostava, Sovjet-Georgisch voetballer
- 29 – Eric Mulder, Nederlands bioloog en paleontoloog
- 29 – Aileen Wuornos, Amerikaans seriemoordenares (overleden 2002)

### maart

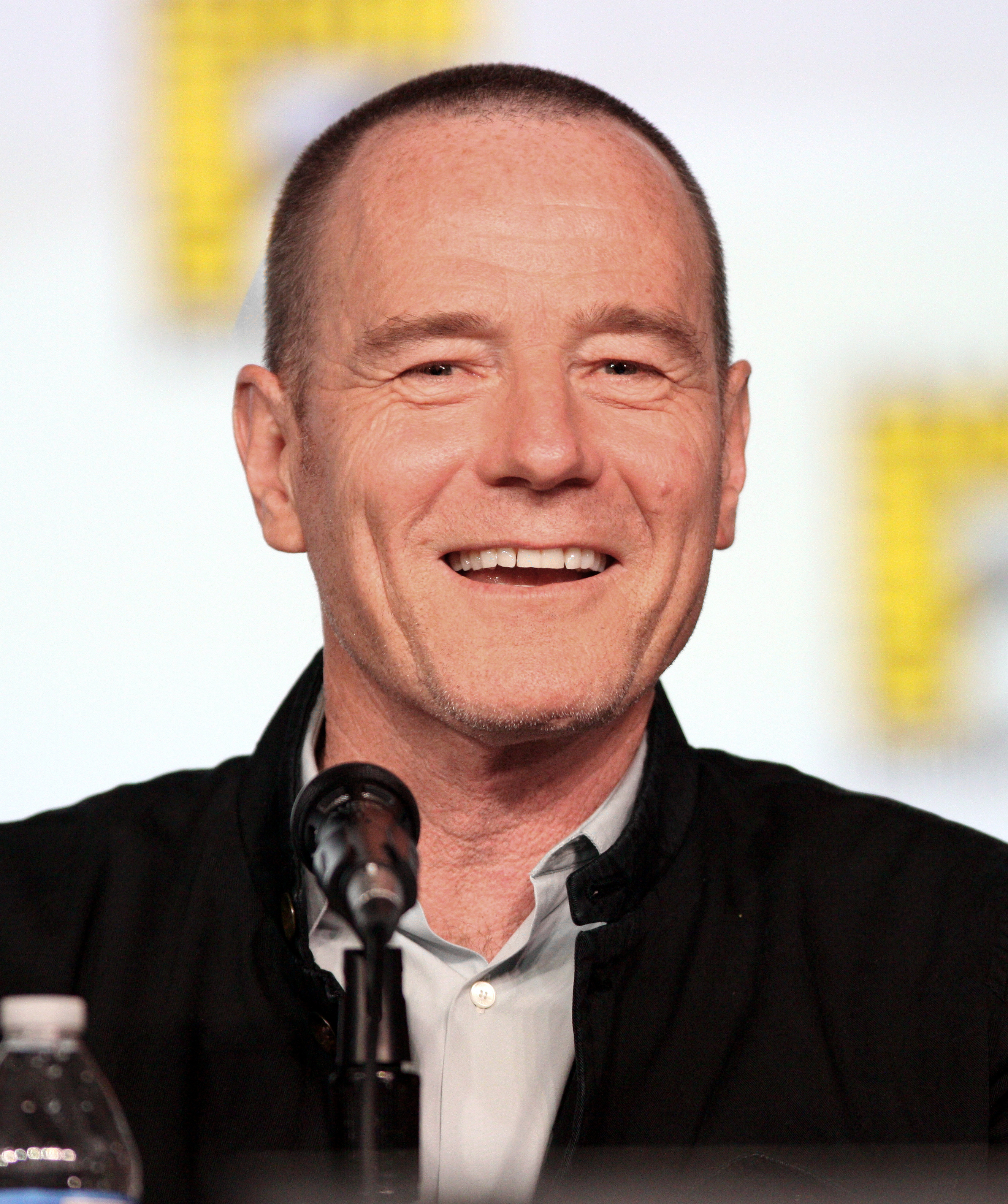
Bryan Cranston,
geboren op 7 maart

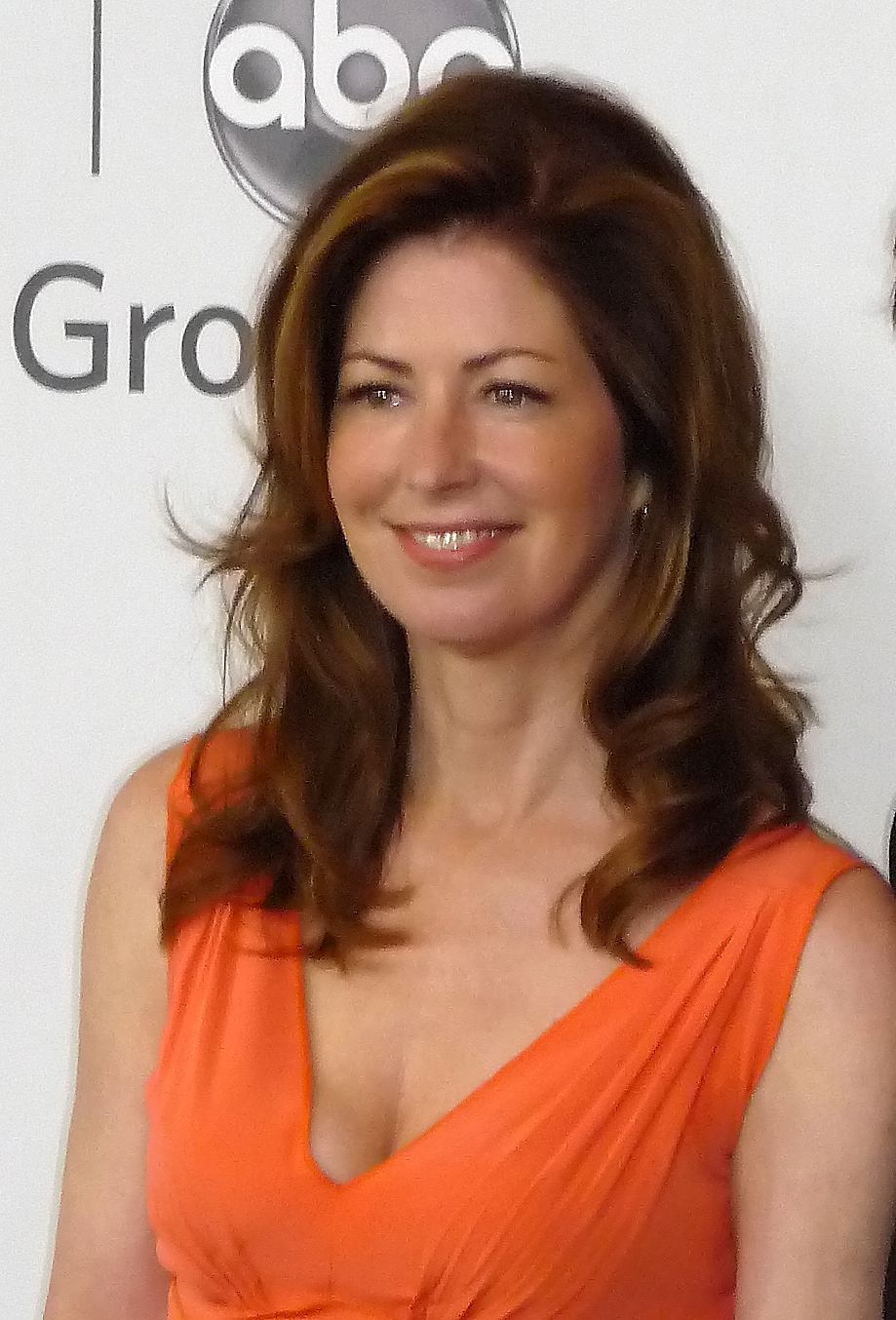
Dana Delany,
geboren op 13 maart

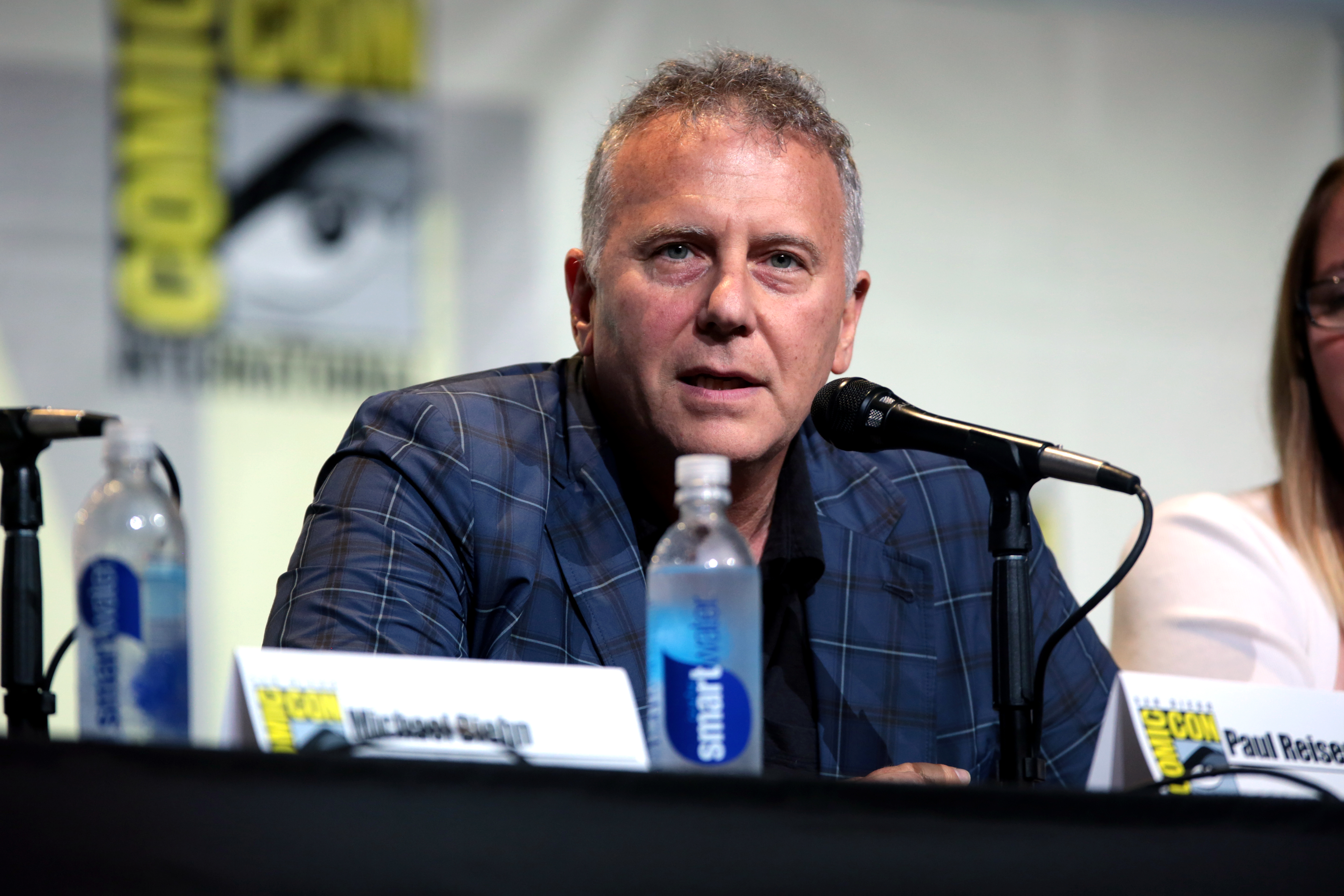
Paul Reiser,
geboren op 30 maart

- 1 – Norbert Klein, Nederlands politicus  (overleden 2021)
- 1 – Mark Todd, Nieuw-Zeelands ruiter
- 1 – Jan Van der Roost, Belgisch componist en dirigent
- 2 – Mark Evans, Australisch bassist van AC/DC
- 2 – Arjen Lenstra, Nederlands cryptograaf en wiskundige
- 3 – Zbigniew Boniek, Pools voetballer
- 4 – Harry Hamer, Nederlands organist en dirigent
- 5 – Teena Marie, Amerikaans zangeres (overleden 2010)
- 7 – Bryan Cranston, Amerikaans acteur
- 7 – Nico Dros, Nederlands schrijver
- 7 – Andrea Levy, Engels schrijfster (overleden 2019)
- 9 – Alejandro Giammattei, Guatemalteeks medicus en politicus
- 10 – Stella Kyriakidou, Cypriotisch (euro)politica
- 10 – Larry Myricks, Amerikaans atleet
- 10 – Mahinder Rathipal, Surinaams politicus (overleden 2023)
- 10 – Jeroen Soer, Nederlands radio-dj (overleden 2012)
- 12 – Annemieke Bouma, Nederlands atlete
- 12 – Pim Verbeek, Nederlands voetballer en voetbaltrainer (overleden 2019)
- 13 – Dana Delany, Amerikaans actrice
- 13 – Phill Nixon, Engels darter (overleden 2013)
- 14 – Johnny Dusbaba, Nederlands voetballer
- 14 – Toine Manders, Nederlands Europarlementariër (VVD)
- 14 – Tessa Sanderson, Brits atlete
- 15 – Hasan Doğan, Turks sportbestuurder (voorzitter van de Turkse voetbalbond) (overleden 2008)
- 16 – Pierre Vermeulen, Nederlands voetballer
- 17 – Ahmet Çelik, Turks-Nederlands bestuurskundige
- 17 – Paul van der Sterren, Nederlands schaakgrootmeester
- 18 – David Mach, Schots kunstenaar
- 18 – Roger Wehrli, Zwitsers voetballer
- 19 – Karel Deruwe, Belgisch acteur
- 19 – Jegor Gajdar, Russisch econoom en politicus (overleden 2009)
- 20 – Catherine Ashton, Brits politica; lid Europese Commissie (2009-2014)
- 20 – Sandra Neilson, Amerikaans zwemster en olympisch kampioene (1972)
- 21 – Lance Ten Broeck, Amerikaans golfprofessional (overleden 2023)
- 21 – Ingrid Kristiansen, Noors atlete
- 21 – André Malherbe, Belgisch motorcrosser (overleden 2022)
- 22 – Ludo Claesen, Belgisch musicus en dirigent
- 22 – Groothertogin María Teresa van Luxemburg
- 23 – José Manuel Barroso, Portugees (euro)politicus
- 23 – Graham Watson, Brits politicus
- 25 – Matthew Garber, Brits acteur (overleden 1977)
- 25 – Laurent Vicomte, Frans stripauteur (overleden 2020)
- 26 – Gene Bervoets, Belgisch acteur en presentator
- 26 – Kas van Iersel, Nederlands radio-dj en tv-presentator
- 28 – Mario van der Ende, Nederlands voetbalscheidsrechter
- 28 – Evelin Schlaak, Duits atlete
- 29 – Dick Jol, Nederlands voetbalscheidsrechter
- 30 – Annemieke Hendriks, Nederlands schrijfster en journaliste
- 30 – Paul Reiser, Amerikaans acteur

### april

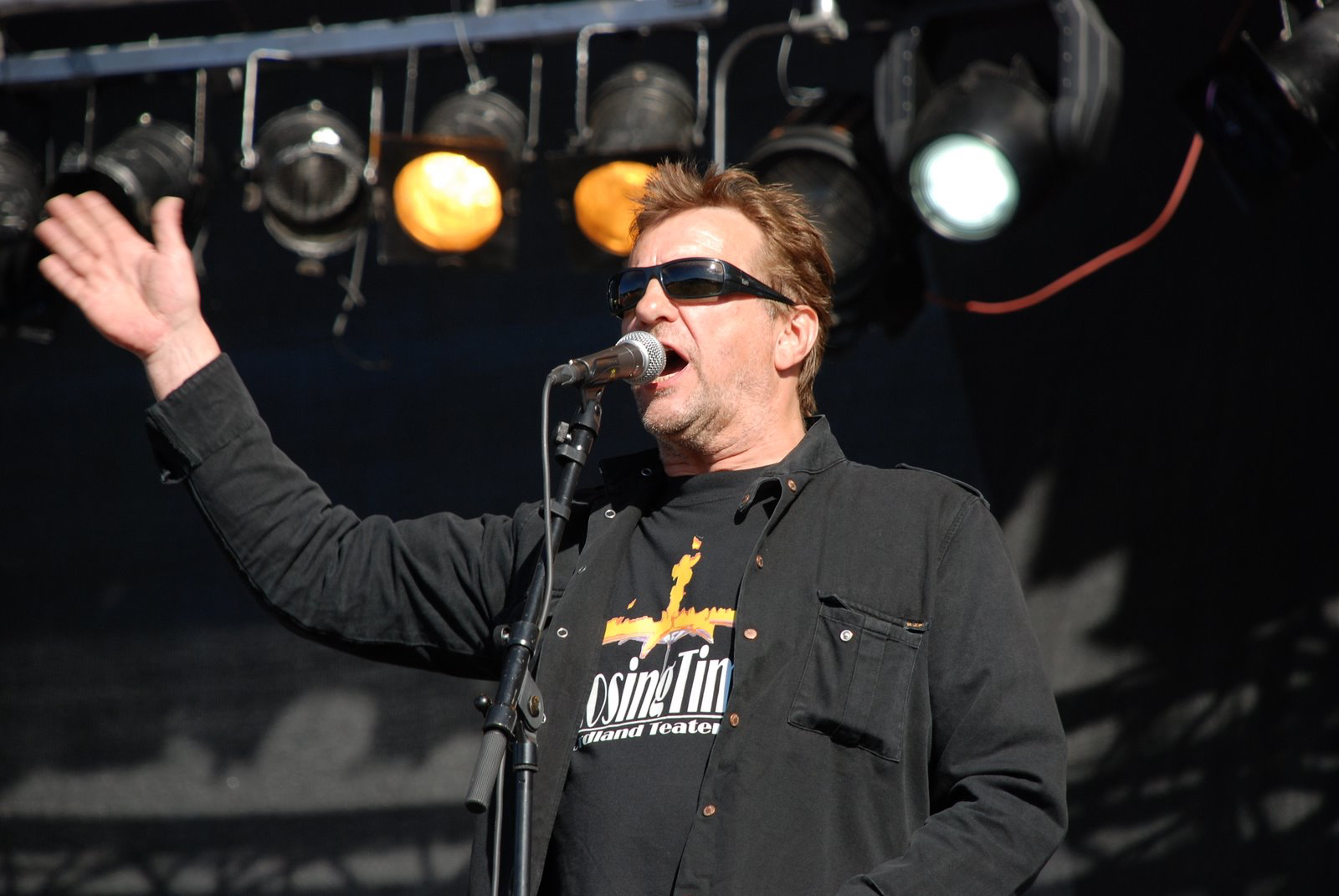
Reidar Sørensen,
geboren op 11 april

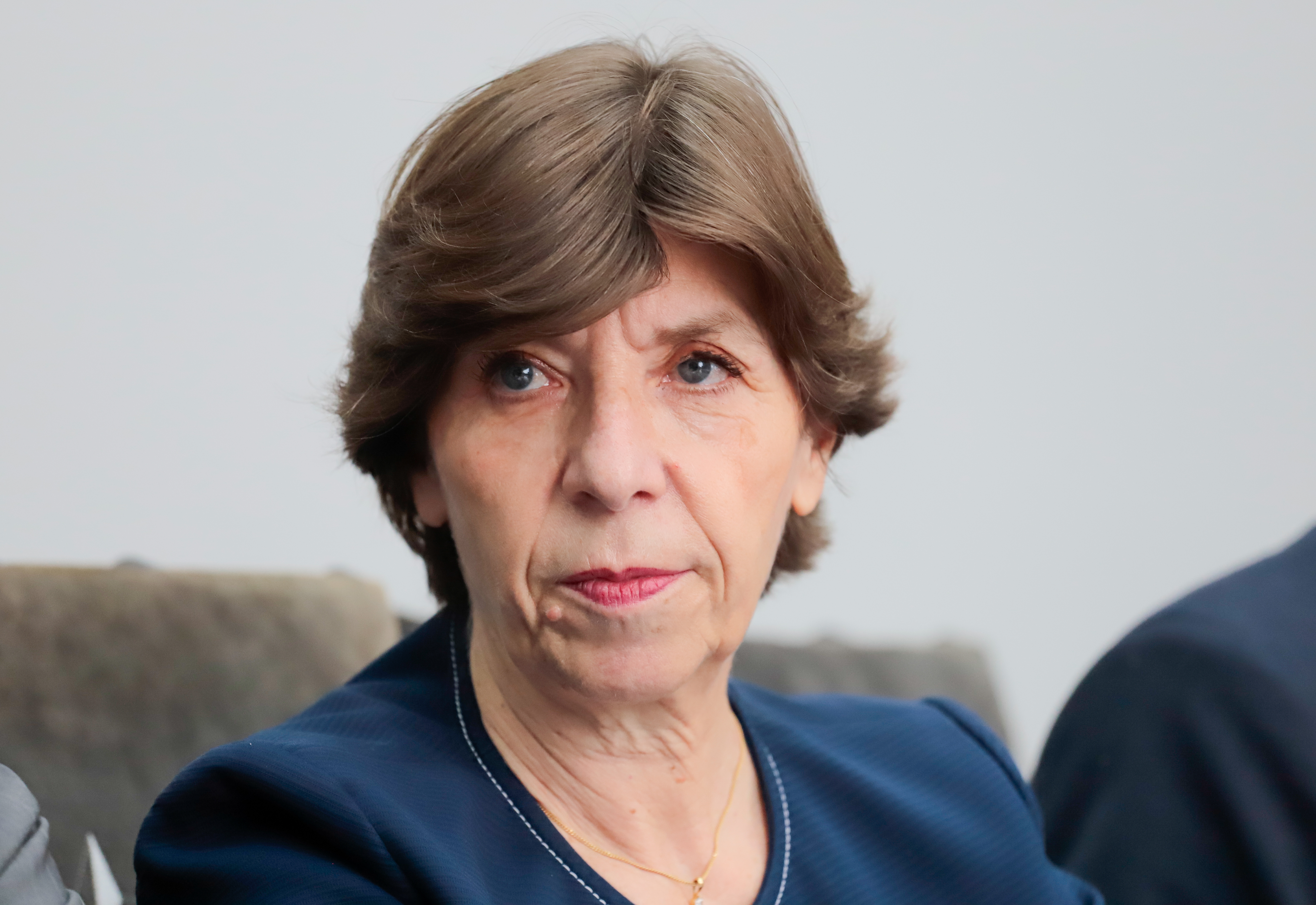
Catherine Colonna,
geboren op 16 april

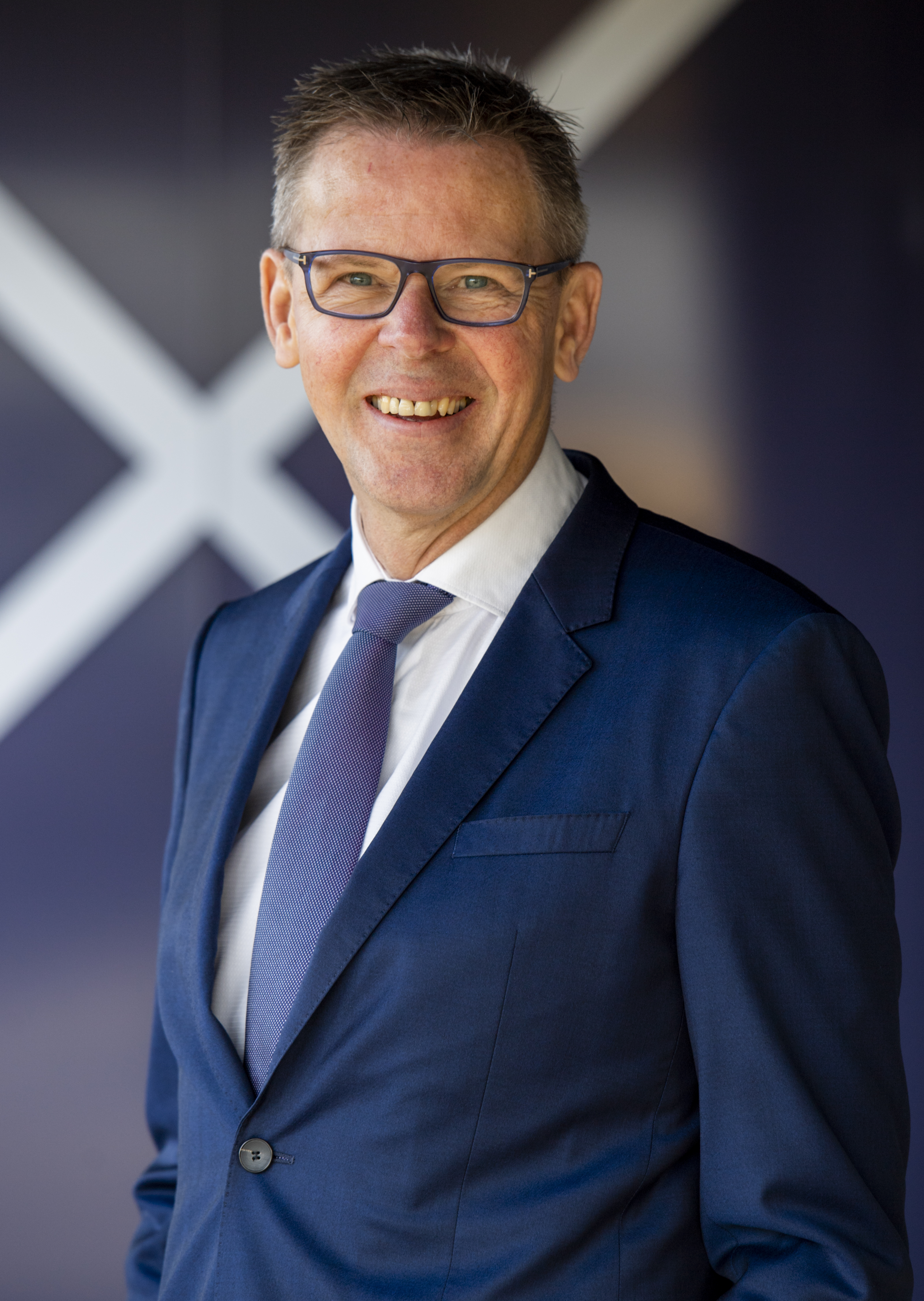
Doekle Terpstra,
geboren op 16 april

- 1 – John Pew, Amerikaans autocoureur
- 2 – Ludo Busschots, Belgisch acteur (overleden 2020)
- 2 – Josien Elzerman, Nederlands zwemster
- 2 – Dany Vandenbossche, Belgisch politicus (overleden 2013)
- 3 – Miguel Bosé, Spaans zanger en acteur
- 3 – Judie Tzuke, Brits zangeres en componiste
- 4 – William Joseph Burns, Amerikaans diplomaat en politicus; vanaf 2021 directeur van de CIA
- 5 – Anthony Horowitz, Brits auteur
- 5 – El Risitas, Spaans acteur en komiek (overleden 2021)
- 6 – Michele Bachmann, Amerikaans Republikeins politica
- 7 – Kees Prins, Nederlands acteur
- 7 – Thomas van der Bijl, Nederlands timmerman en crimineel (overleden 2006)
- 9 – Miguel Ángel Russo, Argentijns voetballer
- 11 – Reidar Sørensen, Noors acteur
- 12 – Doris Baaten, Nederlands actrice
- 12 – Andy García, Amerikaans acteur
- 12 – Herbert Grönemeyer, Duits zanger en acteur
- 13 – César (= César Martins de Oliveira), Braziliaans voetballer (overleden 2024)
- 13 – Roel Pieper, Nederlands ICT-ondernemer
- 15 – Raul Dominguez, Amerikaans voetbalscheidsrechter
- 16 – David Brown, Amerikaans ruimtevaarder (overleden 2003)
- 16 – Catherine Colonna, Frans diplomate en politica
- 16 – Luc Lavrysen, Belgisch rechter
- 16 – Doekle Terpstra, Nederlands (vakbonds)bestuurder
- 17 – Geert Spillebeen, Belgisch journalist en schrijver
- 19 – Sue Barker, Brits tennisster en sportverslaggeefster
- 19 – Paul Day, Brits zanger (overleden 2025)
- 19 – Juhani Himanka, Fins voetballer
- 19 – Hans Hoogervorst, Nederlands politicus
- 19 – Jean-Marc Renard, Belgisch bokser (overleden 2008)
- 21 – Rick DeMont, Amerikaans zwemmer
- 22 – Hubert Smeets, Nederlands journalist en publicist
- 24 – Martijn Padding, Nederlands componist en pianist
- 26 – Mansour Bahrami, Iraans tennisser
- 26 – John Berends, Nederlands politicus en bestuurder
- 27 – Erick van Egeraat, Nederlands architect
- 28 – Rick van der Ploeg, Nederlands politicus en econoom
- 30 – Jef De Smedt, Belgisch acteur
- 30 – Barbara Seranella, Amerikaans schrijfster (overleden 2007)
- 30 – Lars von Trier, Deens regisseur

### mei

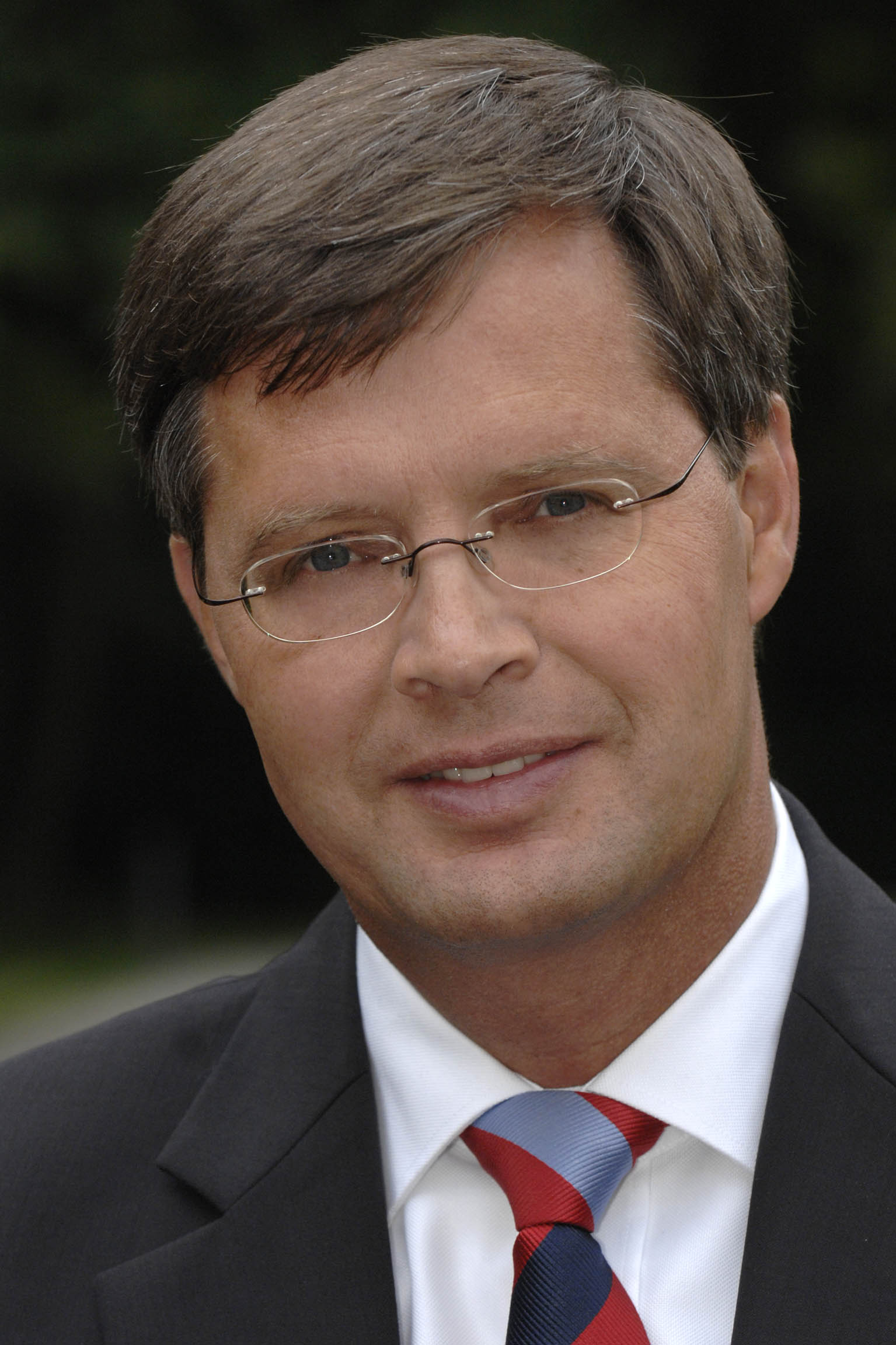
Jan-Peter Balkenende,
geboren op 7 mei

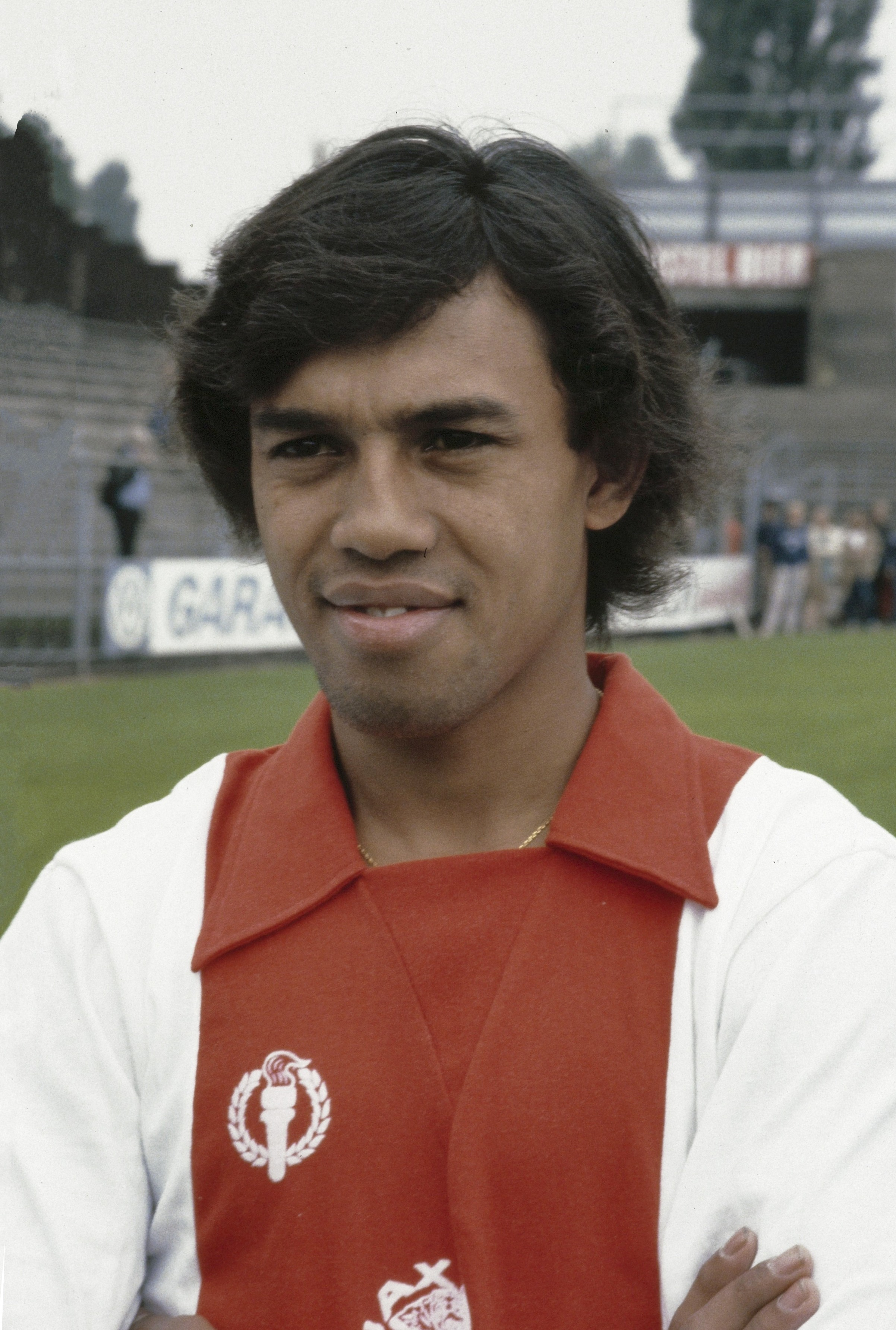
Simon Tahamata,
geboren op 26 mei

- 1 – Reinder van der Naalt, Nederlands stemacteur en cabaretier
- 3 – Bernd Förster, Duits voetballer
- 3 – Gillian Rolton, Australisch amazone (overleden 2017)
- 4 – Ulrike Meyfarth, Duits atlete
- 5 – Kamagurka, Belgisch cartoonist, theater- en televisiemaker
- 6 – Marc Reynebeau, Belgisch journalist en televisiefiguur
- 7 – Jan Peter Balkenende, Nederlands politicus (minister-president (CDA) 2002-2010) en hoogleraar
- 7 – Anne Dudley, Brits componist en muzikant
- 7 – Teun van de Steeg, Nederlands componist en filosoof
- 8 – Hanny (= Hennie Doeland-Lonis), Nederlands zangeres
- 8 – Victor Pițurcă, Roemeens voetballer en voetbalcoach
- 9 – Jotie T'Hooft, Belgisch dichter (overleden 1977)
- 11 – Jaap Koelewijn, Nederlands hoogleraar economie en financieel adviseur (overleden 2024)
- 11 – András Paróczai, Hongaars atleet
- 11 – Paul Rosenmöller, Nederlands politicus (GroenLinks) en presentator
- 13 – David Hollestelle jr., Nederlands gitarist
- 13 – Arturzinho, Braziliaans voetballer en trainer
- 13 – Ravi Shankar, Indiaas spiritueel leider
- 15 – Adílio de Oliveira Gonçalves, Braziliaans voetballer (overleden 2024)
- 15 – Mirek Topolánek, Tsjechisch conservatieve politicus
- 16 – Sergej Andrejev, Sovjet-Russisch voetballer en trainer
- 16 – Loretta Schrijver, Nederlands nieuwslezeres en presentatrice (overleden 2025)
- 17 – Sugar Ray Leonard, Amerikaans bokser
- 17 – Bob Saget, Amerikaans acteur, komiek en presentator (overleden 2022)
- 17 – Dave Sim, Canadees striptekenaar
- 19 – Paul R. Kooij, Nederlands acteur
- 20 – Boris Akoenin, Russisch schrijver
- 21 – Annemarie Henselmans, Nederlands cabaretière en actrice
- 21 – Luc Vankrunkelsven, Belgisch Norbertijn en landbouwpublicist (overleden 2023)
- 22 – Dennie Christian, Duits schlagerzanger en presentator
- 22 – Anne-Marie Van Nuffel, Belgisch atlete
- 23 – Cor Lamers, Nederlands bestuurder en politicus
- 23 – Mendonça, Braziliaans voetballer (overleden 2019)
- 23 – Albert Voorn, Nederlands springruiter
- 24 – Seán Kelly, Iers wielrenner
- 26 – Cathy Priestner, Canadees langebaanschaatsster
- 26 – Paul Put, Belgisch voetballer
- 26 – Simon Tahamata, Nederlands voetballer
- 29 – La Toya Jackson, Amerikaans zangeres
- 30 – Clairy Polak, Nederlands journaliste en presentatrice (overleden 2023)
- 30 – Katerina Sakellaropoulou, Grieks advocate, rechter en politica; president van Griekenkand sinds 2020
- 30 – David Sassoli, Italiaans journalist en (euro)politicus; voorzitter van het Europees parlement 2019-2022 (overleden 2022)
- 31 – Michael Poghosian, Armeens acteur, zanger en cabaretier

### juni

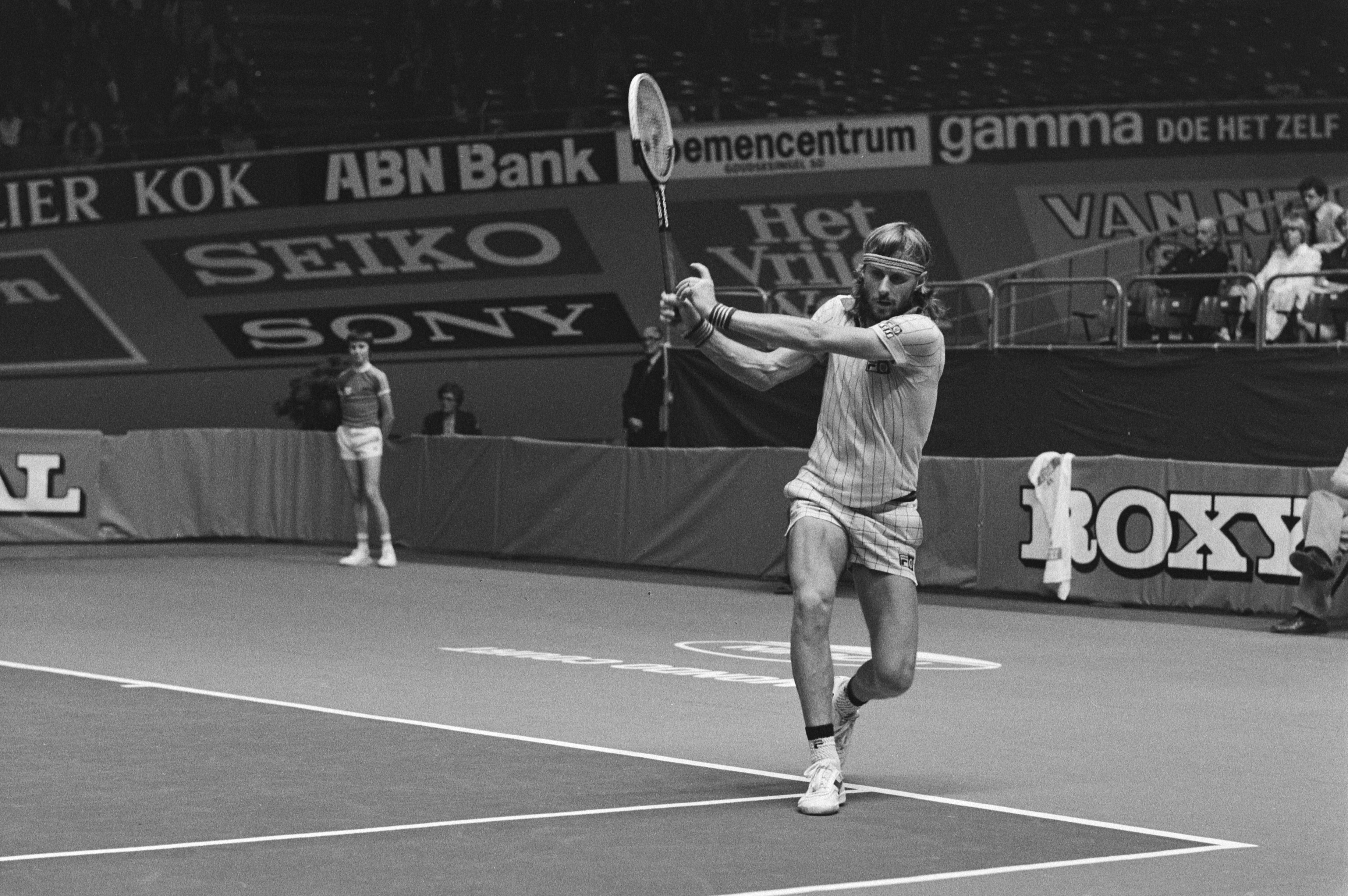
Bjorn Borg,
geboren op 6 juni

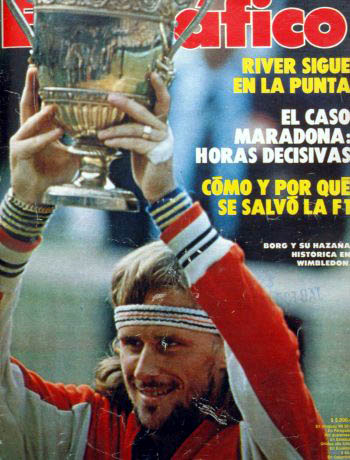
Bjorn Borg,
geboren op 6 juni

- 1 – Patrick Besson, Frans schrijver, journalist en literatuurcriticus
- 1 – Peter Tomka, Slowaaks ambassadeur en rechter bij het Internationaal Gerechtshof
- 1 – Frank Verhelst, Belgisch atleet
- 2 – Koen Blijweert, Belgisch zakenman en lobbyist (overleden 2021)
- 2 – Jan Lammers, Nederlands autocoureur
- 3 – René van der Kuil, Nederlands zwemmer
- 4 – Martin Adams, Engels darter
- 4 – Michael Berg, Nederlands thrillerauteur
- 4 – Reeves Gabrels, Amerikaans gitarist
- 4 – Reginald Rahoens, Belgisch priester (overleden 2011)
- 5 – Martin Koopman, Nederlands voetballer en voetbaltrainer
- 6 – Björn Borg, Zweeds tennisser
- 6 – Ryszard Wójcik, Pools voetbalscheidsrechter
- 7 – Jan Callewaert, Belgisch ondernemer en sportbestuurder (overleden 2022)
- 8 – Péter Besenyei, Hongaars piloot
- 8 – Udo Bullmann, Duits politicus
- 8 – Jonathan Potter, Brits psycholoog
- 9 – Patricia Cornwell, Amerikaans schrijfster
- 12 – Elly Baltus, Nederlands beeldhouwster en medailleur
- 15 – Linda Haglund, Zweeds atlete (overleden 2015)
- 16 – Gianni De Biasi, Italiaans voetballer en voetbaltrainer
- 16 – Eddy De Leeuw, Belgisch atleet (overleden 2015)
- 16 – Tony O'Callaghan, Engels acteur
- 17 – Maarten Veldhuis, Nederlands zanger en liedjesschrijver
- 17 – Paul Sherwen, Engels wielrenner (overleden 2018)
- 18 – Dina, Portugees zangeres (overleden 2019)
- 18 – John Graham, Brits atleet
- 19 – Tilly Verhoef, Nederlands atlete
- 20 – Anton Fier, Amerikaans drummer, componist, muziekproducent en orkestleider (overleden 2022)
- 21 – Willy Vanhuylenbroeck, Belgisch atleet
- 22 – Fons De Wolf, Belgisch wielrenner
- 22 – Boris Trajkovski, Macedonisch politicus
- 24 – Joe Penny, Engels acteur
- 24 – Hannu Turunen, Fins voetballer
- 26 – Chris Isaak, Amerikaans singer-songwriter en acteur
- 27 – Philippe Adamov, Frans striptekenaar (overleden 2020)
- 27 – Ted Haggard, Amerikaans voorganger (Pastor Ted)
- 27 – Sultan bin Salman al-Saoed, Saoedi-Arabisch prins en ruimtevaarder
- 28 – Amira Hass, Israëlisch journaliste en schrijfster
- 30 – Volker Beck, Oost-Duits atleet

### juli
- 1 – Gregg L. Semenza, Amerikaans hoogleraar en Nobelprijswinnaar
- 2 – Marga Bult, Nederlands zangeres
- 2 – Jerry Hall, Amerikaans model
- 2 – Rien Koopman, Nederlands voetbalscheidsrechter
- 3 – Vincent Margera, Amerikaans televisiepersoonlijkheid (overleden 2015)
- 4 – John Waite, Brits zanger
- 6 – Joop Atsma, Nederlands politicus en bestuurder
- 6 – Sergej Rogosjin, ruiter uit de Sovjet-Unie (overleden 1983)
- 6 – Sjaak van der Tak, Nederlands politicus
- 8 – Jean-René Bernaudeau, Frans wielrenner
- 8 – Giovanni Bongiorni, Italiaans sprinter
- 9 – Tom Hanks, Amerikaans acteur
- 9 – Xavier Yombandje, Centraal-Afrikaans rooms-katholiek bisschop
- 10 – Frank Stapleton, Iers voetballer en voetbalcoach
- 11 – Sela Ward, Amerikaans actrice
- 12 – Tony Galvin, Iers voetballer
- 13 – Günther Jauch, Duits televisiepresentator
- 13 – Ger Luijten, Nederlands kunsthistoricus en bestuurder (overleden 2022)
- 14 – Henck van Dijck, Nederlands kunstenaar en ontwerper
- 15 – Hans Cornelissen, Nederlands acteur en theaterproducent
- 15 – Ian Curtis, Brits muzikant (Joy Division)
- 15 – Alex Hagelsteens, Belgisch atleet
- 15 – Joe Satriani, Amerikaans gitarist
- 15 – Toshihiko Seko, Japans atleet
- 15 – Wayne Taylor, Zuid-Afrikaans autocoureur
- 16 – Lutz Eigendorf, Oost-Duits voetballer (overleden 1983)
- 17 – Lucien Barbarin, Amerikaans jazztrombonist (overleden 2020)
- 17 – Julie Bishop, Australisch politica
- 18 – Erwin Java, Nederlands gitarist
- 18 – Audrey Landers, Amerikaans actrice en zangeres
- 19 – Juliane Werding, Duits zangeres
- 20 – Guido Bindels, Nederlands auteur en journalist
- 20 – Paul Cook, Engels drummer
- 20 – Thomas N'Kono, Kameroens voetballer
- 20 – Kirk Pfeffer, Amerikaans atleet
- 21 – Michael Connelly, Amerikaans schrijver
- 23 – Tengiz Soelakvelidze, Sovjet-Georgisch voetballer
- 24 – Cees Jan Diepeveen, Nederlands hockeyer
- 25 – Dee Dee (= Anna Dekkers), Nederlands zangeres
- 26 – Arthur Japin, Nederlands schrijver
- 26 – Yvonne Timmerman-Buck, Nederlands politica
- 26 – Toninho Vanusa, Braziliaans voetballer (overleden 2009)
- 28 – Juul Vrijdag, Nederlands actrice
- 29 – Viv Anderson, Engels voetballer
- 30 – Michael Biehn, Amerikaans acteur
- 30 – Ton Pattinama, Nederlands voetballer
- 31 – Jacinta De Roeck, Belgisch politica

### augustus
- 1 – Doug Burgum, Amerikaans Republikeins politicus
- 2 – Ángel Arroyo, Spaans wielrenner
- 2 – Dirk Van Duppen, Belgisch arts en politicus (overleden 2020)
- 3 – Susan Fernandez, Filipijns zangeres en activiste
- 5 – Ferdi Bolland, Nederlands muzikant (Bolland & Bolland) en producer
- 5 – Maureen McCormick, Amerikaans actrice
- 6 – Sergio Santín, Uruguayaans voetballer
- 8 – Joost Borm, Nederlands atleet
- 8 – Chris Foreman, Brits gitarist (Madness)
- 8 – Chris Van Landschoot, Belgisch atlete
- 9 – Angela Maas, Nederlands hoogleraar cardiologie voor vrouwen
- 9 – William Tackaert, Belgisch wielrenner
- 11 – Hans Brons, Nederlands dirigent
- 13 – Bruno Giordano, Italiaans voetballer
- 13 – Atte Jongstra, Nederlands schrijver en recensent
- 16 – Bert Klunder, Nederlands cabaretier, regisseur en columnist (overleden 2006)
- 16 – Daniel Willems, Belgisch wielrenner
- 17 – Nigel Lamb, Brits piloot
- 17 – Anja Winter, Nederlands actrice
- 18 – Andy Pilgrim, Brits-Amerikaans autocoureur
- 20 – Joan Allen, Amerikaans actrice
- 21 – Kim Cattrall, Brits-Canadees actrice
- 22 – Dick van den Heuvel, Nederlands (scenario- en toneel)schrijver
- 23 – Andoni Goikoetxea, Spaans voetballer en voetbalcoach
- 23 – Anke Rijnders, Nederlands zwemster
- 23 – Ellen Soeters, Nederlands fotomodel
- 23 – Hennie Top, Nederlands wielrenster en schaatsster
- 24 – Kevin Dunn, Amerikaans acteur
- 26 – Auke Scholma, Nederlands dammer
- 27 – Jean-François Larios, Frans voetballer
- 30 – Said Belqola, Marokkaans voetbalscheidsrechter (overleden 2002)
- 31 – Masashi Tashiro, Japans televisieartiest
- 31 – Tsai Ing-wen, Taiwanees politica; president sinds 2016
- 31 – Adriënne Wurpel, Nederlands theater- en televisieregisseur

### september

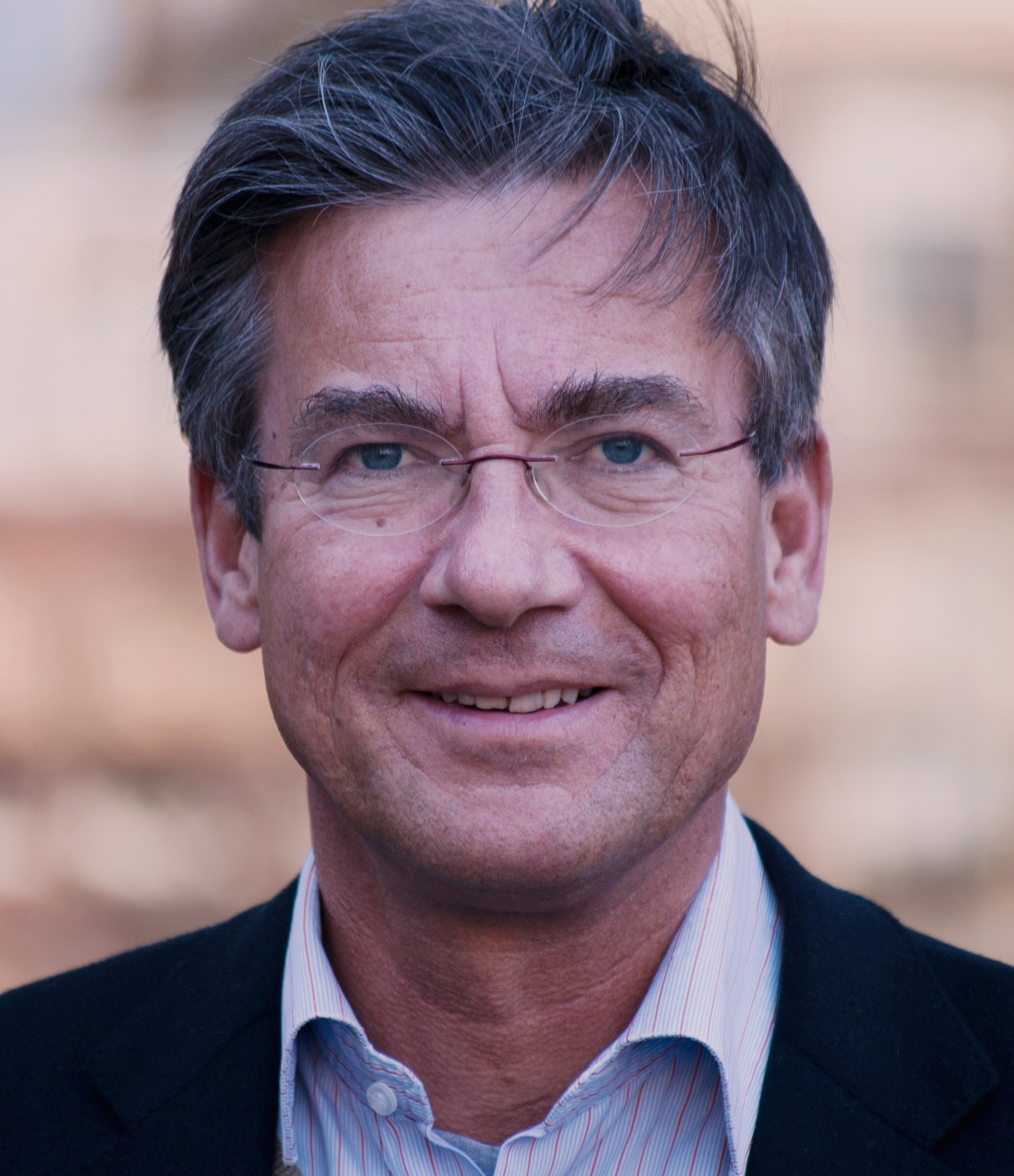
Maxime Verhagen,
geboren op 14 september

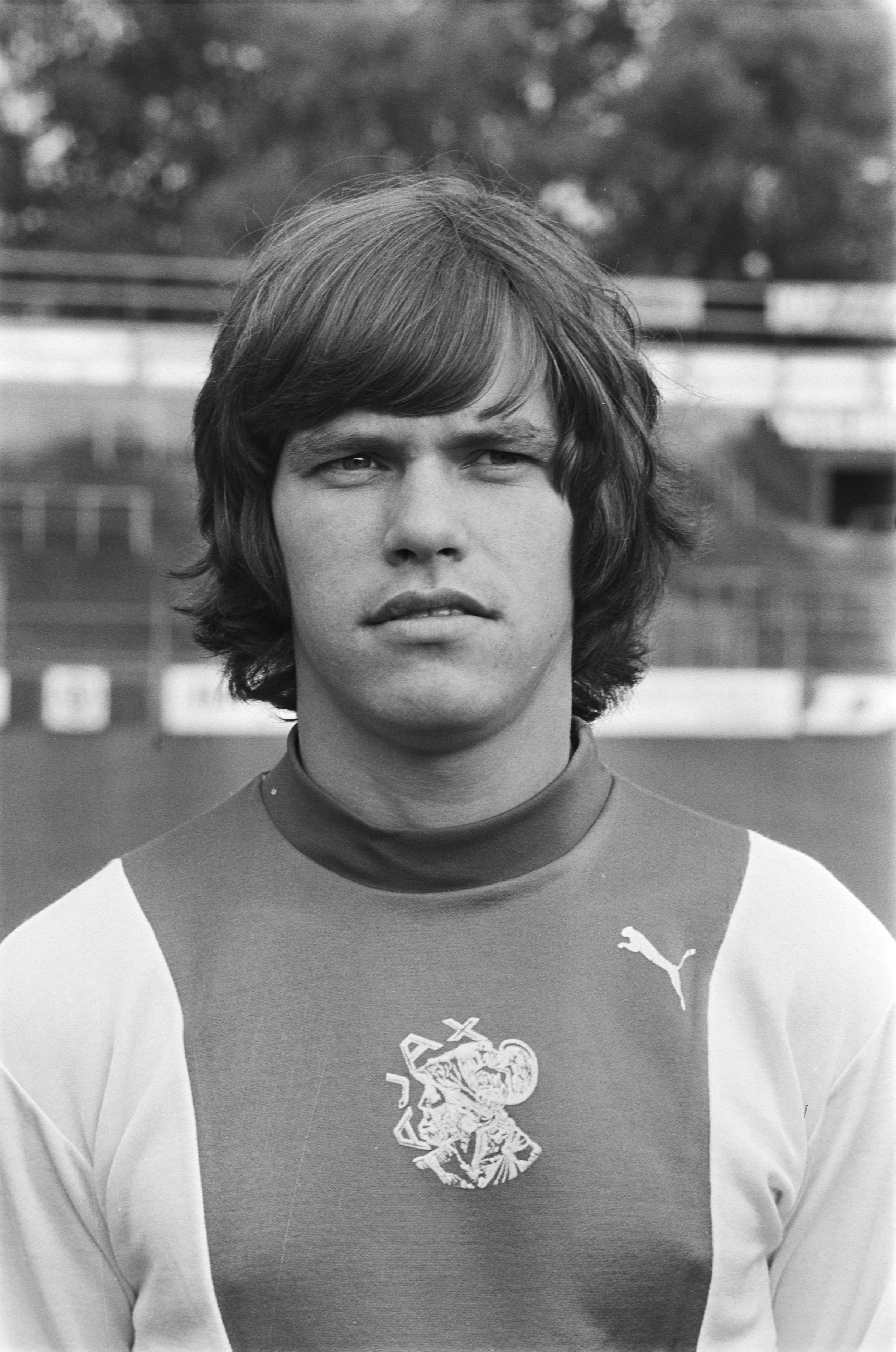
Frank Arnesen,
geboren op 30 september

- 5 – Aart Stigter, Nederlands atleet
- 6 – Stanley Raghoebarsing, Surinaams politicus
- 8 – Stefan Johansson, Zweeds autocoureur
- 8 – Luk Lemmens, Belgisch politicus (N-VA)
- 9 – Arjan Ederveen, Nederlands acteur
- 9 – Édson Gomes Bonifácio, Braziliaans voetballer
- 9 – Silviu Lung, Roemeens voetballer
- 10 – Debby Petter, Nederlands presentatrice voor de Wereldomroep
- 11 – Tony Gilroy, Amerikaans scenarioschrijver en filmregisseur
- 13 – Moraíto Chico, Spaans Flamencogitarist (overleden 2011)
- 13 – Hendrik Setrowidjojo, Surinaams politicus
- 14 – Maxime Verhagen, Nederlands politicus
- 14 – Ray Wilkins, Engels voetballer en voetbalcoach (overleden 2018)
- 15 – Juan Ramón Carrasco, Uruguayaans voetballer en voetbalcoach
- 15 – Engin Verel, Turks voetballer
- 16 – David Copperfield, Amerikaans goochelaar
- 16 – John Jorritsma, Nederlands bestuurder en burgemeester
- 16 – Mickey Rourke, Amerikaans acteur
- 18 – Michel van de Korput, Nederlands voetballer
- 19 – Patrick Janssens, Belgisch politicus
- 19 – Paul Krabbe, Nederlands voetballer en voetbaltrainer
- 19 – Josy Verdonkschot, Nederlands roeicoach
- 20 – Gary Cole, Amerikaans acteur
- 20 – Elisabeth Theurer, Oostenrijks amazone
- 21 – Madeeha Gauhar, Pakistaans actrice en toneelregisseur (overleden 2018)
- 21 – Marion Koopmans, Nederlands hoogleraar virologie
- 21 – Ruben Rozendaal, Surinaams militair (overleden 2017)
- 23 – Paolo Rossi, Italiaans voetballer (overleden 2020)
- 24 – Udo Beyer, Oost-Duits atleet
- 24 – Mirjam van Laar, Nederlands atlete
- 24 – Ilona Slupianek, Duits atlete
- 25 – Salvatore Bagni, Italiaans voetballer
- 25 – Jamie Hyneman, Amerikaans ondernemer en presentator
- 25 – Gábor Szücs, Hongaars wielrenner
- 26 – Linda Hamilton, Amerikaans actrice (onder andere The Terminator)
- 27 – Steve Archibald, Schots voetballer en voetbaltrainer
- 28 – Guus Bierings, Nederlands wielrenner
- 29 – Sebastian Coe, Brits atleet en politicus
- 29 – Piet Raijmakers, Nederlands springruiter
- 30 – Marie Esmeralda van België, Belgisch prinses
- 30 – Frank Arnesen, Deens voetballer, trainer, en voetbalmanager

### oktober
- 1 – Theresa May, Brits politica

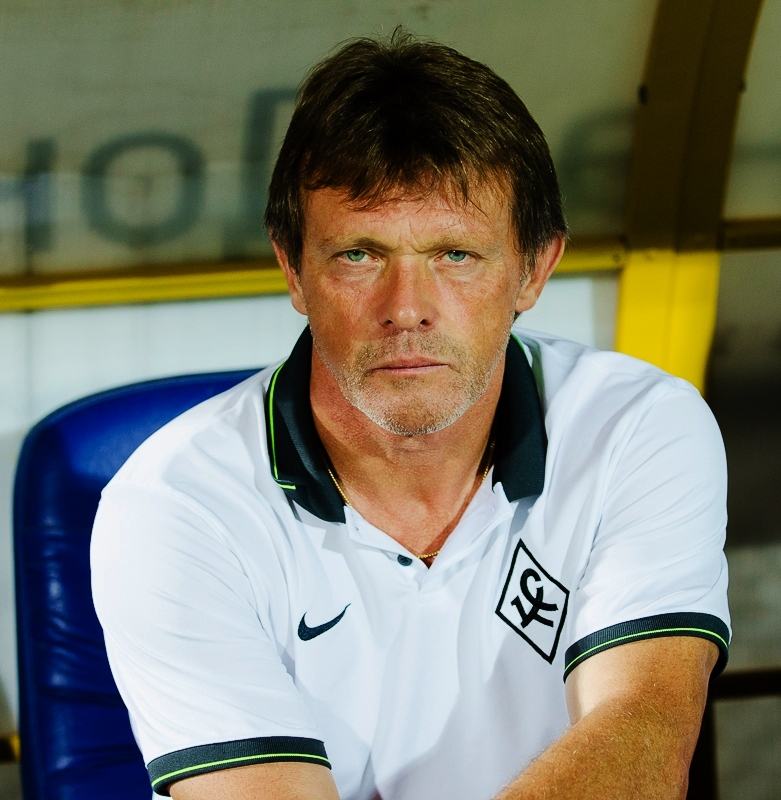
Frank Vercauteren,
geboren op 28 oktober

- 4 – Hans van Breukelen, Nederlands voetbaldoelman
- 4 – Hein de Kort, Nederlands striptekenaar en cartoonist
- 4 – Christoph Waltz, Oostenrijks acteur
- 8 – Janice Voss, Amerikaans astronaute (overleden 2012)
- 9 – Arjen van der Linden, Nederlands schrijver en kunstschilder
- 9 – Ivan Nielsen, Deens voetballer
- 9 – Agnes Pardaens, Belgisch atlete
- 10 – Amanda Burton, Iers actrice
- 10 – Nicanor Duarte, president van Paraguay
- 12 – Will Koopman, Nederlands regisseuse
- 12 – Jörg Weißflog, Oost-Duits voetballer
- 14 – Arjan Plaisier, Nederlands theoloog, predikant en zendeling
- 15 – René van 't Hof, Nederlands acteur
- 15 – Theo Keukens, Nederlands voetballer
- 15 – Judy Schomper, Nederlands violiste
- 16 – Marin Alsop, Amerikaans violiste en dirigente
- 16 – Melissa Belote, Amerikaans zwemster en olympisch kampioene (1972)
- 16 – Rik Torfs, Belgisch wetenschapper
- 17 – Frans Hoek, Nederlands voetballer en voetbaltrainer
- 18 – Martina Navrátilová, Tsjechisch-Amerikaans tennisster
- 19 – Santu Mofokeng, Zuid-Afrikaans fotograaf (overleden 2020)
- 19 – Darío Pereyra, Uruguayaans voetballer en trainer
- 19 – Carlo Urbani, Italiaans arts; ontdekker van SARS (overleden 2003)
- 20 – Danny Boyle, Brits filmregisseur
- 20 – Zygmunt Ziober, Pools voetbalscheidsrechter
- 20 – Ljoebov Zjiltsova-Lisenko, Oekraïens schaakster
- 21- Carrie Fisher, Amerikaans schrijfster en actrice (overleden 2016)
- 22 – Bart Klever, Nederlands acteur en regisseur
- 23 – Sergio Fortunato, Argentijns voetballer
- 23 – Emme Groot, Nederlands politicus
- 23 – Darrell Pace, Amerikaans boogschutter
- 23 – Mari Elka Pangestu, Indonesisch politica
- 23 – Dianne Reeves, Amerikaans jazzzangeres
- 23 – Katrin Sass, Duits actrice
- 24 – Erich Anderson, Amerikaans acteur (overleden 2024)
- 24 – Raymond Van Paemel, Belgisch atleet
- 26 – Pedro Sarmiento, Colombiaans voetballer en voetbalcoach (overleden 2024)
- 27 – Auke Kok, Nederlands journalist en schrijver
- 27 – Luk Van Soom, Belgisch beeldend kunstenaar
- 28 – Mahmoud Ahmadinejad, Iraans politicus; president 2005-2013
- 28 – Frank Vercauteren, Belgisch voetballer en voetbaltrainer
- 28 – Volker Zotz, Oostenrijks cultuurfilosoof
- 29 – Detlev van Heest, Nederlands schrijver en journalist
- 30 – Juliet Stevenson, Brits actrice

### november

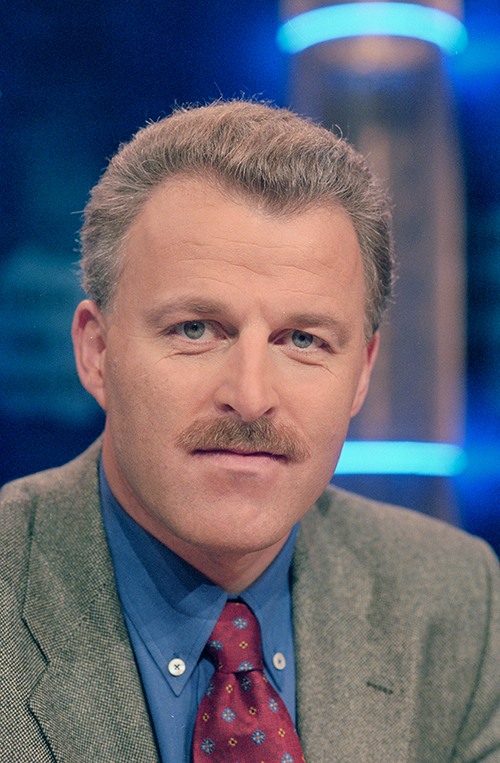
Peter R. de Vries,
geboren op 14 november

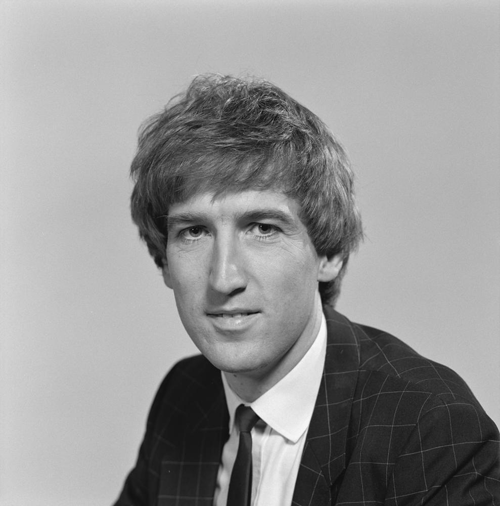
Aart Zeeman,
geboren op 17 november

- 2 – Eric van Tijn, Nederlands muziekproducent
- 3 – Gijs de Lange, Nederlands acteur en toneelregisseur (overleden 2022)
- 4 – Jean-Luc Clinquart, Belgisch atleet
- 5 – Denise Jannah, Surinaams-Nederlands jazzzangeres
- 5 – Bert Wagendorp, Nederlands journalist en schrijver
- 6 – Marc Dutroux, Belgisch moordenaar en zedendelinquent
- 7 – José Villafuerte, Ecuadoraans voetballer
- 8 – Richard Curtis, Brits scenarioschrijver
- 8 – Jan Douwe Kroeske, Nederlands radiopresentator en diskjockey
- 9 – Lei Clijsters, Belgisch voetballer (overleden 2009)
- 10 – José Luis Brown, Argentijns voetballer (overleden 2019)
- 11 – Edgar Lungu, Zambiaans politicus en president (overleden 2025)
- 12 – Jeff Hamburg, Amerikaans componist
- 12 – Tadahiko Taira, Japans motorcoureur
- 12 – Jannes van der Wal, Nederlands wereldkampioen dammen (overleden 1996)
- 13 – Bill Scanlon, Amerikaans tennisser (overleden 2021)
- 14 – Keith Alexander, Engels voetballer en voetbalcoach (overleden 2010)
- 14 – Peter R. de Vries, Nederlands misdaadverslaggever (overleden 2021)
- 15 – Zlatko Kranjčar, Kroatisch voetballer en voetbalcoach (overleden 2021)
- 17 – Aart Zeeman, Nederlands tv-journalist
- 19 – Martine Jonckheere, Belgisch actrice
- 19 – Glynnis O'Connor, Amerikaans actrice
- 19 – Adeline van Lier, Nederlands presentatrice, actrice en beeldend kunstenares
- 20 – Bo Derek, Amerikaans actrice
- 21 – Cynthia Rhodes, Amerikaans actrice en zangeres
- 21 – Piet de Ruiter, Nederlands politicus (SP)
- 22 – Fernando Gomes, Portugees voetballer (overleden 2022)
- 23 – Shane Gould, Australisch zwemster en olympisch kampioene (1972)
- 24 – Sylvain Ephimenco, Frans-Nederlands columnist en publicist
- 24 – Jouni Kaipainen, Fins componist (overleden 2015)
- 24 – Janneke de Roo, Nederlands zangeres
- 30 – Roelof Bisschop, Nederlands historicus en SGP-politicus
- 30 – Govert Schilling, Nederlands wetenschapsjournalist

### december

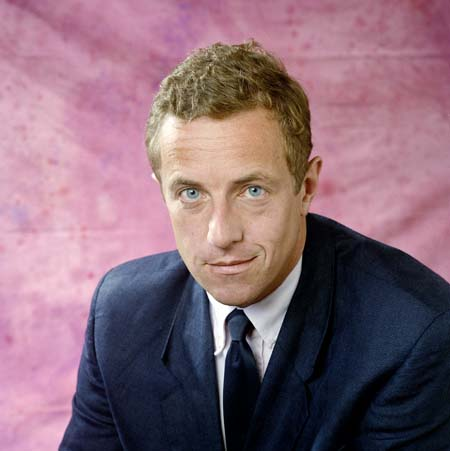
Willem Lust,
geboren op 21 december

- 1 – Julee Cruise, Amerikaans actrice en zangeres (overleden 2022)
- 5 – Klaus Allofs, Duits voetballer
- 5 – Samson Chan, Hongkongs autocoureur
- 6 – Peter Buck, Amerikaans gitarist van R.E.M.
- 6 – Hans Kammerlander, Italiaans alpinist en skiër
- 6 – Corry van Rhee-Oud Ammerveld, Nederlands politica
- 7 – Larry Bird, Amerikaans basketspeler
- 7 – Doina Melinte, Roemeens atlete
- 7 – Iveta Radičová, Slowaaks politica
- 8 – Didier Christophe, Frans voetballer
- 10 – Jan van Dijk, Nederlands voetballer en -voetbaltrainer
- 10 – Jef Gees, Belgisch atleet
- 11 – Ricardo Giusti, Argentijns voetballer en trainer
- 11 – Takis Hadjigeorgiou, Cypriotisch journalist en politicus
- 12 – Johan van der Velde, Nederlands wielrenner
- 14 – Peter H. Gilmore, Amerikaans satanist
- 14 – Alex Vieira, Frans-Portugees motorcoureur
- 15 – Piet Paulusma, Nederlands weerman (overleden 2022)
- 16 – Mike Gregory, Brits darter (overleden 2022)
- 16 – Jean-Pierre Paumen, Belgisch atleet (overleden 2015)
- 17 – Mike Mills, Amerikaans gitarist (REM)
- 19 – Jimmy Cauty, Brits muzikant en kunstenaar
- 20 – Blanche Baker, Amerikaans actrice, filmproducente en scenarioschrijfster
- 20 – Damir Desnica, Kroatisch voetballer
- 20 – Annette van Trigt, Nederlands verslaggeefster en tv-presentatrice
- 20 – Anita Ward, Amerikaans zangeres
- 21 – Kevin Burnham, Amerikaans zeiler (overleden 2020)
- 21 – Oscar Kardolus, Nederlands sabelschermer (overleden 2017)
- 21 – Willem Lust, Nederlands televisiejournalist
- 23 – Michele Alboreto, Italiaans autocoureur (overleden 2001)
- 23 – Graziano Cesari, Italiaans voetbalscheidsrechter
- 23 – Dave Murray, Brits gitarist (Iron Maiden)
- 25 – Carlos Borja, Boliviaans voetballer en politicus
- 26 – David Sedaris, Amerikaans schrijver
- 26 – Holger Hiller, Duits muzikant
- 27 – Erik Brey, Nederlands cabaretier
- 28 – Nigel Kennedy, Brits violist
- 28 – Jet van Vuuren, Nederlands thrillerschrijfster
- 30 – Suzy Bogguss, Amerikaanse country- en jazzzangeres
- 30 – Coen Drion, Nederlands advocaat
- 30 – Chéri Samba, Congolees kunstschilder
- 30 – Jacek Wszoła, Pools hoogspringer
- 31 – Hélder Proença, Guinee-Bissaus dichter en politicus (overleden 2009)
- 31 – Ahmed Salah, Djiboutiaans atleet

### datum onbekend
- Jos Bergenhenegouwen, Nederlands voice-over en stemacteur (overleden 2023)
- Liesbeth den Besten, Nederlands kunsthistorica
- Paul Bovens, Nederlands advocaat en procureur
- Hans Maarten van den Brink, Nederlands journalist en schrijver
- Beppe Costa, Nederlands acteur
- Pieter Douma, Nederlands (jazz)bassist
- Ineke Houtman, Nederlands  regisseuse en scenarioschrijfster
- William Lashner, Amerikaans romanschrijver
- Lucia Marthas, Nederlands choreografie en danspedagoge
- Bart Middelburg, Nederlands (misdaad)journalist en publicist
- Jos Palm, Nederlands journalist, historicus en radiopresentator
- Henri Pronker, Nederlands stringskater (overleden 2023)
- Eric Rinckhout, Belgisch auteur
- Adolf Schaller, Amerikaans kunstenaar (overleden 2024)
- Jac van Steen, Nederlands dirigent
- Sylvana van Veen, Nederlands zangeres
- Jaap Veerman, Nederlands zanger en gitarist
- Godfried Vranken, Nederlands schrijver
- Rosalina Tuyuc Velásquez, Guatemalteeks mensenrechtenverdedigster en politica
- Jessica Voeten, Nederlands schrijfster

## Weerextremen in België
- 30 januari: Tussen 30 januari (maximum 9,1 °C) en 1 februari (minimum −16,0 °C) temperatuurdaling: 25,1 °C!
- 16 februari: Sneeuw tot 26 cm in Wevelgem en Ronse en 34 cm in Ramegnies (Beloeil).
- 23 februari: Laagste temperatuur van deze eeuw in Ukkel (–16,7 °C).
- 24 februari: Minimumtemperatuur in Ukkel −16,2 °C. Dit is de meest laattijdige datum van de eeuw onder −15 °C zakt.
- februari: Absoluut maandrecord gemiddelde dampdruk: 3,2 hPa (normaal 6,5 hPa).
- februari: Absoluut maandrecord gemiddelde maximumtemperatuur: −2,7 °C (normaal 6,2 °C).
- februari: Absoluut maandrecord gemiddelde minimumtemperatuur: −10,5 °C (normaal 0,3 °C).
- februari: Februari met gemiddelde temperatuur: −6,1 °C (normaal 3,5 °C).
- 29 mei: Ernstige overstromingen met enkele doden en belangrijke schade in Dison.
- 9 juli: Maximumtemperatuur van 31,1 °C in Ukkel. De volgende dag nog slechts 15,5 °C.
- 19 juli: 82 mm neerslag in Lokeren.
- 3 augustus: 54 mm water in Veurne.
- 10 augustus: Windstoot van 166 km/h in Werbomont (Ferrières). Dit is de tweede hoogste waarde die tijdens deze eeuw in België werd gemeten.
- 10 augustus: In Érezée hagelstenen van meer dan 100 gram.
- 24 augustus: Luchtdruk slechts 980 hPa (normaal 1015,7 hPa).
- 26 september: 117 mm neerslag in Cierreux (Gouvy).
- 1 november: Minimumtemperatuur –4,3 °C in Ukkel.
- Jaarrecord: Net als in 1902, 1917 en 1963 koudste winter van de eeuw: 8,4 °C (normaal: 9,7 °C).

Bron: KMI Gegevens Ukkel 1901-2003  met aanvullingen 